# Ninja

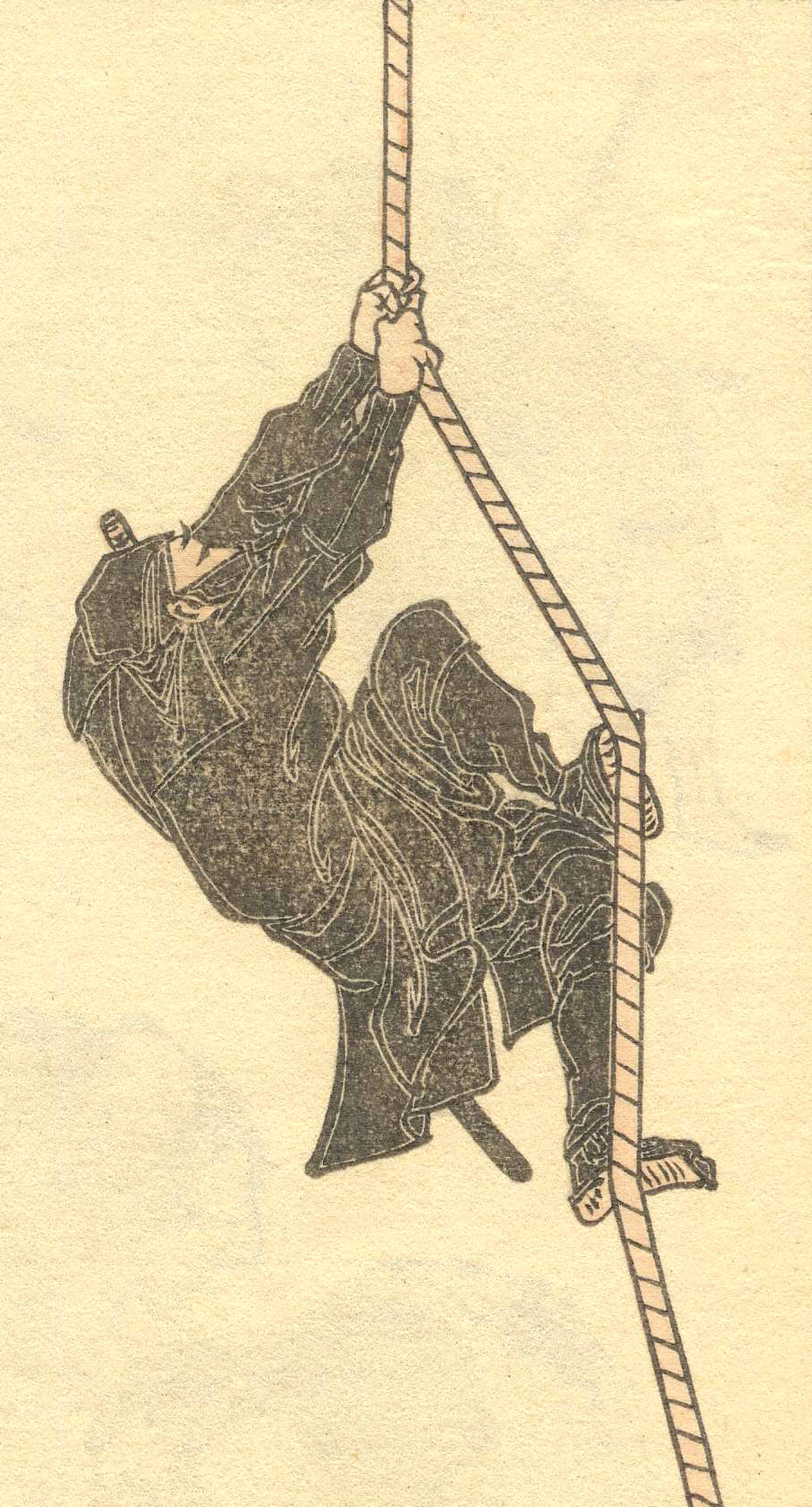
Disegno di un ninja archetipico, da una serie di schizzi di Hokusai manga di Katsushika Hokusai, xilografia su carta, volume sei, 1817

I ninja (忍者?) erano spie o mercenari del Giappone feudale. Propriamente il nome esatto era shinobi e indicava colui che faceva parte di un gruppo specializzato di spie e mercenari.
Le funzioni del ninja includevano lo spionaggio, il sabotaggio, l'infiltrazione, l'assassinio e la guerriglia. I metodi non regolari di combattimento erano ritenuti "disonorevoli" e "inferiori" dalla casta dei samurai, che osservava regole severe circa l'onore e il combattimento.
Questa figura apparve nel periodo Sengoku o "degli Stati combattenti" ossia nel XV secolo. È probabile però che essi fossero presenti sia nel XIV secolo che nel XII secolo (periodo Heian o inizio del periodo Kamakura). Nei disordini del periodo Sengoku (XV e XVII secolo), mercenari e spie prezzolate divennero attivi nella provincia di Iga e nell'area adiacente al villaggio di Kōka. I clan della zona conoscevano, probabilmente, queste attività. Dopo l'unificazione del Giappone sotto lo shogunato Tokugawa (XVII secolo), i ninja caddero nell'oscurità. Tra il XVII e il XVIII secolo fu redatto un certo numero di manuali "shinobi", come il Bansenshukai (nel 1676), spesso sulla base della filosofia militare cinese.
Durante il rinnovamento Meiji (1868), la tradizione degli shinobi divenne un tema della fantasia popolare e di mistero in Giappone. I ninja assunsero un considerevole ruolo di rilievo nel folklore e nella leggenda ed è spesso difficile separare i fatti dal mito. Alcune abilità leggendarie vennero ritenute essere dei ninja, fra cui l'invisibilità, camminare sull'acqua e il controllo degli elementi naturali. Di conseguenza, la loro percezione nella cultura occidentale nel XXI secolo è spesso basata più sulla leggenda e il folklore che sulle spie del periodo.

## Etimologia

La parola "ninja" nella scrittura kanji

La parola Ninja è un on'yomi (un kanji derivato dal cinese medio) e deriva dalla lettura dei due kanji 忍者. Nella lettura nativa dei kanji kun'yomi, la parola viene pronunciata shinobi, una forma abbreviata della trascrizione shinobi-no-mono. Questi due sistemi di pronuncia dei kanji creano diverse parole ma con significati simili.
La parola shinobi compare nei documenti scritti a partire dal tardo VIII secolo nel poema del Man'yoshu. La parola shinobi significa "rubare" e per estensione "astenere", da qui l'associazione con la furtività e l'invisibilità. Mono significa "una persona" e si riferisce anche al termine shinobu che significa "nascondere".
Storicamente, la parola ninja non era di uso comune e una varietà di regionali colloquiali si evolvettero per descrivere quello che in seguito sarebbe diventato noto come ninja. Insieme a shinobi, alcuni esempi sono monomi "colui che vede", nokizaru "macaco sul tetto", rappa "ruffiano", kusa "erba" e Iga-mono "uno da iga". Nei documenti storici viene quasi sempre usato shinobi.
In Occidente, dopo la seconda guerra mondiale, la parola ninja divenne più diffusa di shinobi, forse perché più comoda da pronunciare per coloro che parlano alcune lingue occidentali. In inglese il plurale di ninja può essere o immutato come ninja (il che riflette la mancanza nella lingua giapponese di numeri grammaticali) o il regolare plurale inglese ninjas.
Kunoichi, che indica una ninja femminile, presumibilmente derivato da un personaggio (pronunciato ku, no e ichi), è costituito da tre parole che formano il kanji per «donna».

## Storia
Nonostante i molti racconti popolari, racconti storici sui ninja sono scarsi. Lo storico Stephen Turnbull asserisce che i ninja erano per lo più reclutati dalla classe più bassa e quindi c'era poco interesse letterario su di loro. Al contrario, le epiche di guerra come Il racconto di Hogen (Hogen Monogatari) e Heike Monogatari (Heike Monogatari) si concentrano soprattutto sui samurai aristocratici, le cui gesta erano apparentemente più attraenti per il pubblico. Lo storico Kiyoshi Watarani afferma che i ninja erano stati addestrati a essere particolarmente reticenti sulle loro azioni e sulla loro esistenza: «Le cosiddette tecniche ninjutsu, insomma sono le competenze degli shinobi-no-jutsu e shinobijutsu, che hanno gli obiettivi di garantire che l'avversario non sappia nulla della loro esistenza e per i quali non vi era un addestramento speciale».

### Predecessori

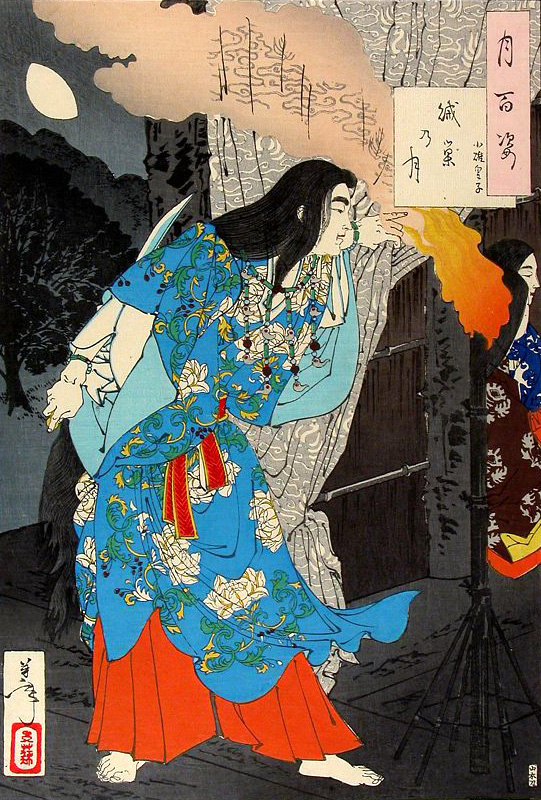
Yamato Takeru travestito da cameriera, si sta preparando a uccidere i capi kumaso, xilografia su carta, Yoshitoshi, 1886

Il titolo ninja è talvolta attribuito retroattivamente al principe semi-leggendario del IV secolo Yamato Takeru. Nel kojiki, il giovane Yamato Takeru si traveste da fanciulla e uccide due capi Kumaso. Tuttavia questi fatti avvennero in un periodo molto precoce della storia giapponese ed è improbabile che possano essere collegati agli shinobi dei racconti successivi.
Il primo uso documentato di spionaggio fu sotto l'impiego del principe Shotoku nel VI secolo. Queste tattiche vennero considerate sgradevoli anche in tempi precoci, quando nel X secolo Shomonki il ragazzo spia di Koharumaru venne ucciso per spionaggio contro l'insorto Taira no Masakado. In seguito la cronaca di guerra Taiheiki del XIV secolo contenne molti riferimenti agli shinobi e accreditò la distruzione di un castello in un incendio da un anonimo, ma "altamente qualificato" shinobi.

### Storia antica
Fu a partire dal XV secolo che le spie venivano appositamente formate per il loro scopo. Fu in questo periodo che la parola shinobi apparve a definire e identificare chiaramente i ninja come un gruppo segreto di agenti. La prova di questo, può essere vista in documenti storici. Essi cominciarono a riferirsi ai soldati furtivi come shinobi, durante il periodo Sengoku. I manuali successivi in materia di spionaggio furono spesso fondati su strategie militari cinesi, citando come opere L'arte della guerra (Sunzi Bingfa) di Sun Tzu.
I ninja comparvero come mercenari nel XV secolo. Vennero reclutati come spie, predoni, incendiari e persino per attività assimilabili al terrorismo. Il samurai osservava ritualità e decoro, combatteva apertamente. Durante il tumultuoso periodo Sengoku emerse l'esigenza di assoldare uomini disposti a commettere atti ritenuti poco raccomandabili per i guerrieri tradizionali. Nel periodo Sengoku gli shinobi ebbero diversi ruoli, fra cui la spia (kancho), esploratore (teitatsu), attaccante a sorpresa (kishu) e agitatore (konran). Le famiglie ninja erano organizzate in grandi corporazioni, ognuna con i propri territori. Esisteva anche un sistema di rango: un jonin "uomo superiore" era il rango più alto, che rappresenta il gruppo e le locazioni di mercenari. Questo era seguito dal chunin "uomo di mezzo", assistente del jonin. In fondo c'era il genin "uomo più basso", gli agenti di campo tratti dalle classi più basse e assegnati a svolgere missioni attuali.

### Clan Iga e Koga

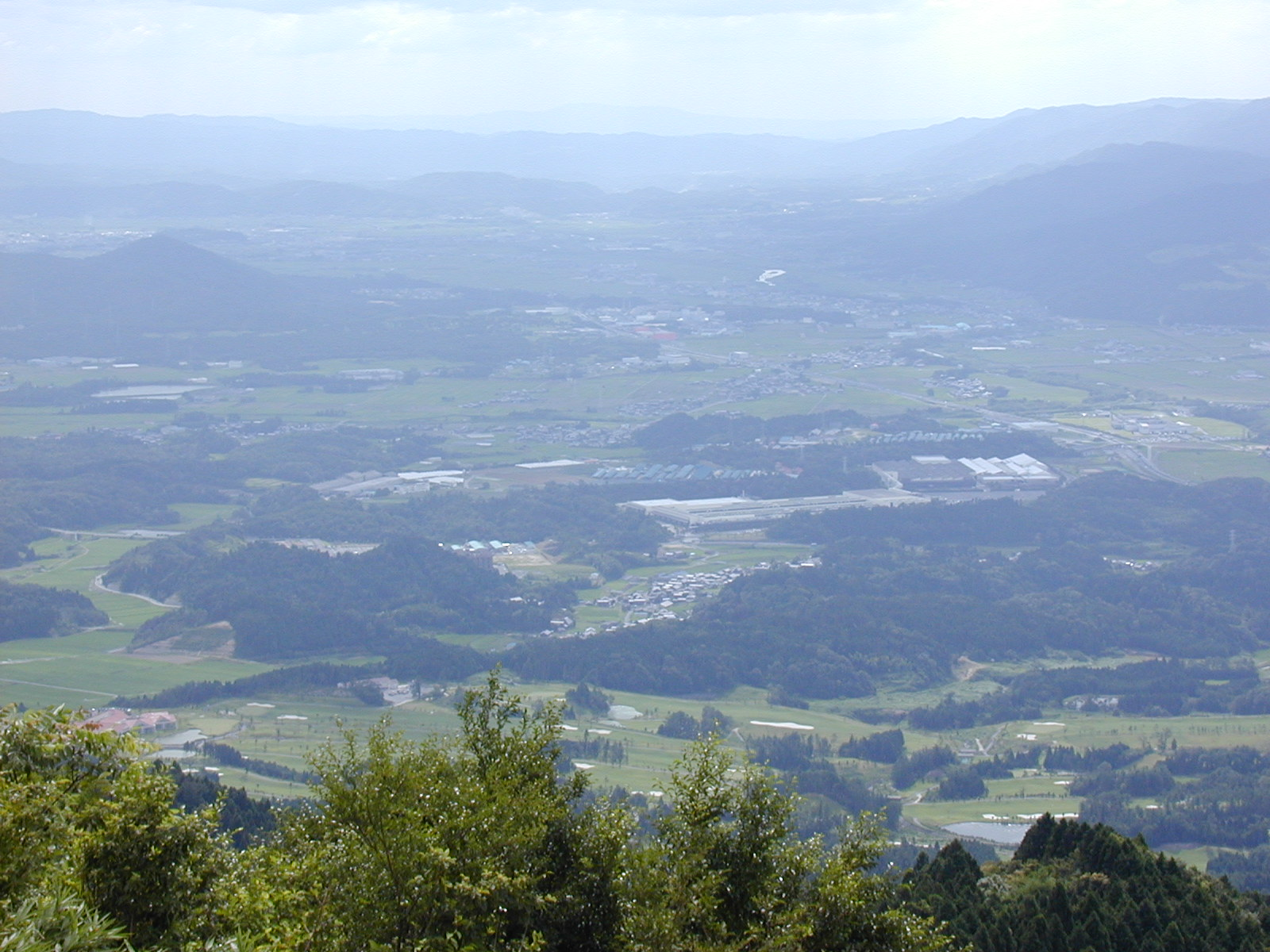
Le pianure di Iga, annidate in montagne isolate, diedero luogo a villaggi specializzati nella formazione di ninja

I clan Iga e Koga comprendevano le famiglie che vivevano nella provincia di Iga (moderna prefettura di Mie) e la regione adiacente di Koka (poi descritta come Koga), un villaggio che oggi si trova nella prefettura di Shiga. In queste regioni erano presenti villaggi dedicati alla formazione di ninja. La lontananza e l'inaccessibilità delle montagne circostanti possono aver avuto un ruolo nello sviluppo segreto dei ninja.
I documenti storici riguardanti le origini dei ninja in queste regioni di montagna sono considerati generalmente corretti. La cronaca Go Kagami Fukoku descrive l'origine dei due clan: «Vi era un servitore della famiglia di Kawai Aki-no-kami di Iga, che possedeva grande abilità di shinobi. Di conseguenza le generazioni successive conobbero il nome delle genti provenienti da Iga. Un'altra tradizione crebbe a Koga».
Allo stesso modo, un inserto del Nochi Kagami, cronaca dello Shogunato Ashikaga, confermò la stessa origine di Iga:
Una distinzione deve essere fatta fra i ninja di queste aree e la gente comune o i samurai assunti come spie e mercenari. A differenza dei loro omologhi, i clan Iga e Koga produssero ninja professionali, appositamente addestrati per il loro ruolo. Questi ninja professionali vennero attivamente assunti dal daimyō tra il 1485 e il 1581, fino a quando Oda Nobunaga invase la provincia di Iga e spazzò via i clan organizzati. I sopravvissuti furono costretti a fuggire, alcuni per le montagne di Kii, mentre altri arrivarono prima da Tokugawa Ieyasu dove vennero trattati bene. Alcuni vecchi membri del clan Iga, fra cui Hattori Hanzō, avrebbero poi servito come guardie del corpo di Tokugawa.
Dopo la battaglia di Okehazama nel 1560 Tokugawa impiegò un gruppo di ottanta ninja di Koga guidati da Tomo Sukesada. Essi avevano il compito di razziare un avamposto del clan Imagawa. Il racconto di questo assalto venne scritto nel Mikawa Go Fudoki, che narra che i ninja si infiltrarono nel castello, incendiarono le sue torri e uccisero il castellano con i duecento soldati della guarnigione. Si ritiene che i ninja di Koga, abbiano giocato un ruolo nella successiva battaglia di Sekigahara (1600), dove diverse centinaia di essi, assistettero i soldati di Torii Mototada nella difesa del castello di Fushimi.
Dopo la vittoria di Tokugawa a Sekigahara, gli Iga agirono come guardie per gli avamposti interni del castello di Edo, mentre i Koga agirono come una forza di polizia e assistettero le guardie del cancello esterno. Nel 1614, la «campagna d'inverno» iniziata dall'assedio di Osaka vide ancora una volta in uso i ninja. Miura Yoemon, un ninja al servizio di Tokugawa, reclutò shinobi dalla regione di Iga e inviò dieci ninja nel castello di Osaka nel tentativo di favorire l'antagonismo fra i comandanti nemici. Durante la successiva «campagna estiva» questi ninja assoldati combatterono a fianco delle truppe regolari nella battaglia di Tennoji.

### Ribellione di Shimabara
Una cronaca finale e dettagliata riguardo ninja impiegati in guerra aperta, è relativa alla ribellione di Shimabara (1637-1638). I ninja di Koga vennero reclutati dallo shogun Tokugawa Iemitsu contro i cristiani ribelli guidati da Amakusa Shirō, che fece un attacco finale al castello di Hara nella provincia di Hizen. Un diario tenuto da un membro del clan Matsudaira, l'Amakusa Gunki, racconta: «Gli uomini di Koga da Omi nascondevano il loro aspetto fino al castello ogni notte ed entravano a loro piacimento».
Il diario Ukai, scritto da un discendente di Ukai Kanemon, ha diverse voci che descrivono le azioni di ricognizione intraprese dai ninja di Koga: «Ad essi [i Koga] venne ordinato di perlustrare il piano di costruzione del castello di Hara e gli venne chiesta la distanza dal fossato difensivo al ni-no-maru (seconda motta castrale), la profondità del fossato, le condizioni delle strade, l'altezza della parete e la forma delle feritoie». (Entrata: 6º giorno del primo mese).

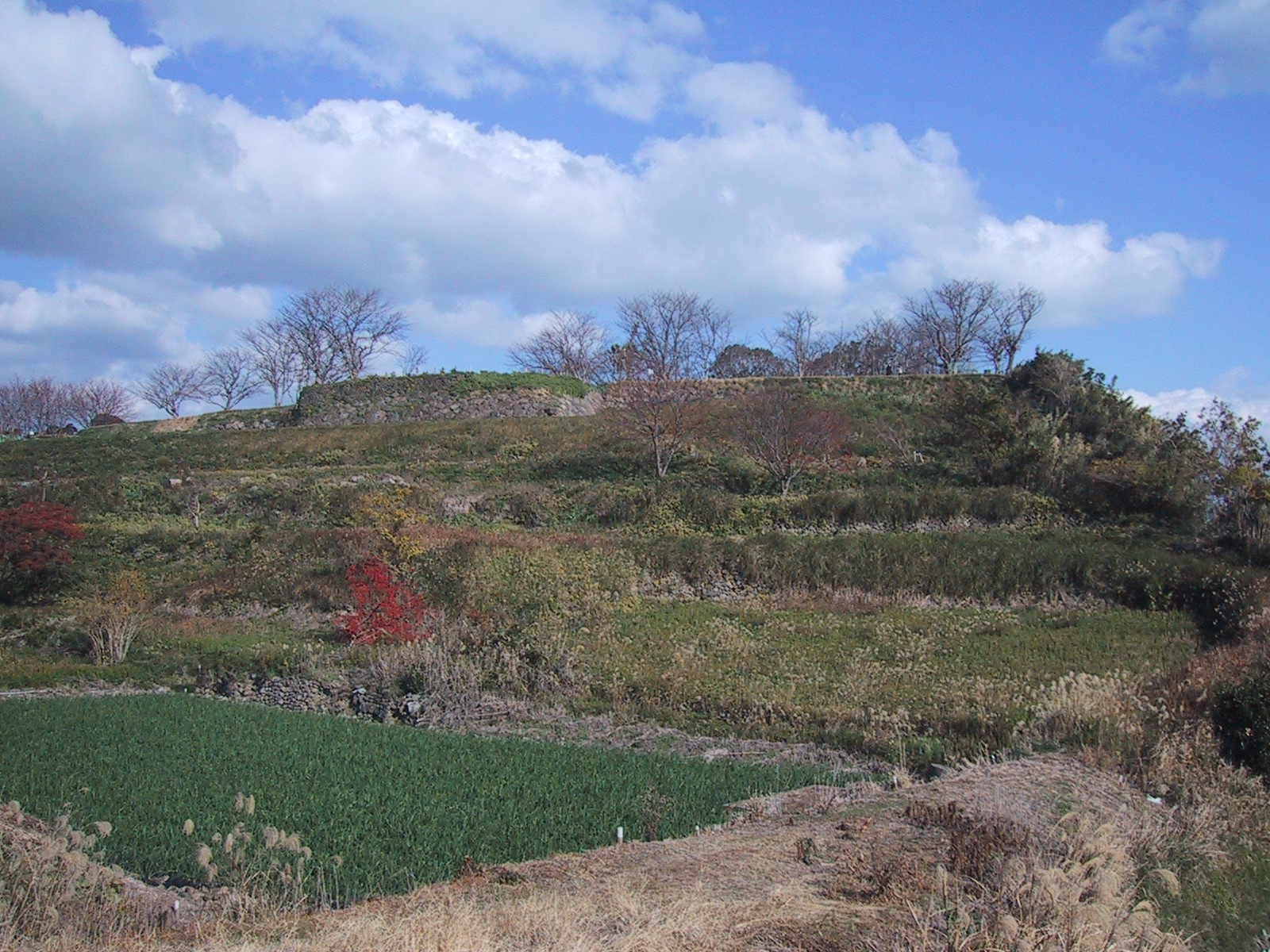
Le rovine del castello di Hara

Sospettando che le provviste del castello potessero esaurirsi, il comandante d'assedio Matsudaira Nobutsuna ordinò un assalto alle provviste stesse del castello. I Koga catturarono sacchi di scorte dei nemici. Infiltrandosi nel castello, ottennero anche le parole d'ordine.
Alcuni giorni dopo Nobutsuna ordinò una nuova missione per conoscere le esatte quantità degli approvvigionamenti dei nemici. Diversi ninja di Koga (alcuni, sembra, discendenti di coloro che vennero coinvolti nel 1562 nell'assalto a un castello del clan Matsudaira) si offrirono, pur essendo stati avvertiti che le probabilità di sopravvivenza erano scarse.
Alcuni colpi furono sparati, facendo in modo che i difensori del castello spegnessero le proprie luci. Protetti dalle tenebre, i ninja si travestirono da difensori, si infiltrarono nel castello e si impadronirono di una bandiera della croce cristiana.
Il diario di Ukai scrive: «Coloro che si erano preparati a morire nel castello di Hara, si sparpagliarono. [...] quelli che erano andati in ricognizione avevano preso una bandiera nemica; sia Arakawa Shichirobei sia Mochizuki Yo'emon incontrarono una forte resistenza e soffrirono gravi ferite per quaranta giorni». (Voce: 27º giorno del primo mese).
Mentre l'assedio continuava, l'estrema carenza di cibo ridusse i difensori a mangiare muschio e erba. La disperazione spinse i ribelli a inutili attacchi. I Koga avrebbero poi preso parte alla conquista del castello:
«Ci furono sempre più attacchi. Il gruppo dei ninja di Koga catturarono il ni-no-maru e il san-no-maru (mura esterne), sotto il controllo diretti di Matsudaira Nobutsuna». (Voce: 24º giorno del secondo mese).
La caduta del castello di Hara concluse la rivolta di Shimabara. Il cristianesimo in Giappone entrò in clandestinità.
Le cronache appena descritte, sono gli ultimi scritti che narrino delle gesta dei ninja in battaglia.

## Oniwaban
Nei primi anni del XVIII secolo lo shogun Tokugawa Yoshimune fondò gli Oniwaban, un'agenzia di intelligence e servizi segreti. I membri di questo ufficio, gli Oniwaban ("custodi del giardino"), erano agenti coinvolti nella raccolta di informazioni sui Daimyo e i funzionari di governo. La natura segreta degli Oniwaban (insieme alla tradizione precedente di usare i membri dei clan Iga e Koga come guardie di palazzo) portarono alcune fonti a riferirsi agli Oniwabanshu come ninja. Questa rappresentazione è comune anche nei romanzi successivi e nei jidai-geki. Tuttavia non vi è alcun collegamento con i precedenti shinobi e i successivi oniwabanshu.

### Tecniche di guerriglia psicologica

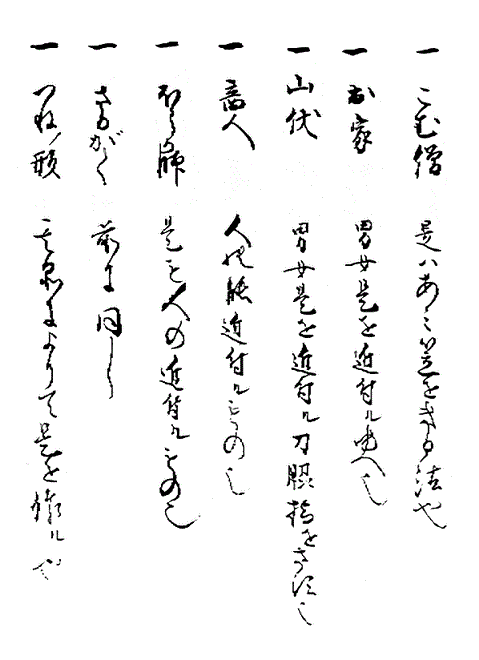
Una pagina del Shoninki (1681) descrive un elenco di possibili travestimenti

Nel suo Buke Myomokusho lo storico militare Hanawa Hokinoichi scrisse dei ninja: «Viaggiarono in incognito in altri territori per giudicare la situazione del nemico, avrebbero attraversato la loro strada in mezzo al nemico per scoprire le sue lacune e infiltrarsi nei castelli nemici per incendiarli e effettuarono omicidi arrivando in segreto»...
In battaglia i ninja erano utilizzati anche per creare confusione tra i nemici. Il testo Ou Eikei Gunki illustra alcune tecniche di guerriglia psicologica. composto tra il XVI e il XVII secolo esso afferma: «All'interno del castello di Hataya c'era un glorioso shinobi, le cui abilità erano molto famose, e una notte entrò nel campo nemico di nascosto. Prese la bandiera da guardia di Naoe Kanetsugu... e tornò e si fermò in un luogo in alto sul cancello di fronte al castello».

### Spionaggio
Lo spionaggio era il ruolo principale dei ninja. Con l'aiuto di travestimenti i ninja raccoglievano informazioni sui terreni nemici e le specifiche di costruzione. Allo stesso modo riuscivano a ottenere parole d'ordine e comunicati. Il Nochi Kagami descrive brevemente il ruolo dei ninja nello spionaggio: «Per quanto riguarda i ninja, sono stati detti essere di Iga e Koga e andarono liberamente nei castelli nemici segreti. Essi osservarono cose nascoste e vennero presi come amici». Più tardi nella storia i ninja di Koga sarebbero stati considerati agenti del bakufu del clan Tokugawa. Questo avvenne in un momento in cui il bakufu utilizzò i ninja in una rete di intelligence per monitorare i daimyo regionali, così come la corte imperiale di Kyoto.

### Sabotaggio
L'incendio doloso era la prima forma di sabotaggio applicata dai ninja, che miravano a castelli e accampamenti.
Il diario del XVI secolo dell'abate Eishun (Tamon-in-Nikki) al monastero di Tamon-in, descrisse un attacco incendiario su un castello dagli uomini del clan Iga: «Questa mattina il sesto giorno dell'undicesimo mese del decimo anno di Tembun, gli iga-shu entrarono nel castello di Kasagi in segreto e incendiarono alcuni dei quartieri dei sacerdoti. Hanno anche dato fuoco a vari luoghi annessi all'interno del san-no-maru. Catturarono la ichi-no-maru (mura interne) e il ni-no-maru». (Entrata: 26º giorno dell'11º mese del 10º anno di Tenbun (1541)).
Nel 1558 Rokkaku Yoshitaka impiegò una squadra di ninja per dare fuoco al castello di Sawayama. Un capitano chunin guidò una forza di quarantotto ninja nel castello con l'inganno. Con una tecnica soprannominata bakemono-jutsu "tecnica fantasma", i suoi uomini rubarono una lanterna che portava lo stemma della famiglia del nemico (mon) e procedettero a replicare con lo stesso mon. Brandendo queste lanterne vennero autorizzati a entrare nel castello senza combattere. Una volta dentro i ninja appiccarono il fuoco al castello e l'esercito di Yoshitaka ne sarebbe poi uscito vittorioso. La natura mercenaria degli shinobi venne dimostrata in un altro attacco incendiario subito dopo l'incendio del castello di Sawayama. Nel 1561 i comandanti che agirono sotto Kizawa Nagamasa assunsero tre ninja di Koga con rango chunin per assistere alla conquista di una fortezza in Maibara. Rokkaku Yoshitaka, lo stesso uomo che assunse i ninja di Koga anni prima, era il difensore della fortezza e divenne bersaglio di un attacco. L'Asai Sandaiki scrisse dei loro piani: «Abbiamo impiegato shinobi-no-mono di Koga... Essi vennero contrattati per appiccare il fuoco al castello». Tuttavia i mercenari shinobi non erano disposti a prendere il comando. Quando l'attacco di fuoco non iniziò come da programma gli uomini di Iga dissero ai comandanti, che non erano della regione, che non potevano capire le tattiche degli shinobi. Minacciarono poi di abbandonare l'operazione se non venivano autorizzati ad agire per la propria strategia. L'incendio venne infine appiccato, permettendo all'esercito di Nagamasa di catturare la fortezza in una corsa caotica.

### Assassinio
I casi più noti di attentati coinvolsero personaggi storici famosi. Molti dei personaggi famosi vennero ritenuti talvolta assassinati dai ninja, ma la natura segreta di questi scenari lo rese difficile da provare. Gli assassini erano spesso indicati come ninja, ma non ci sono prove per dimostrare se alcuni fossero appositamente formati per l'attività o semplicemente erano delinquenti assunti.

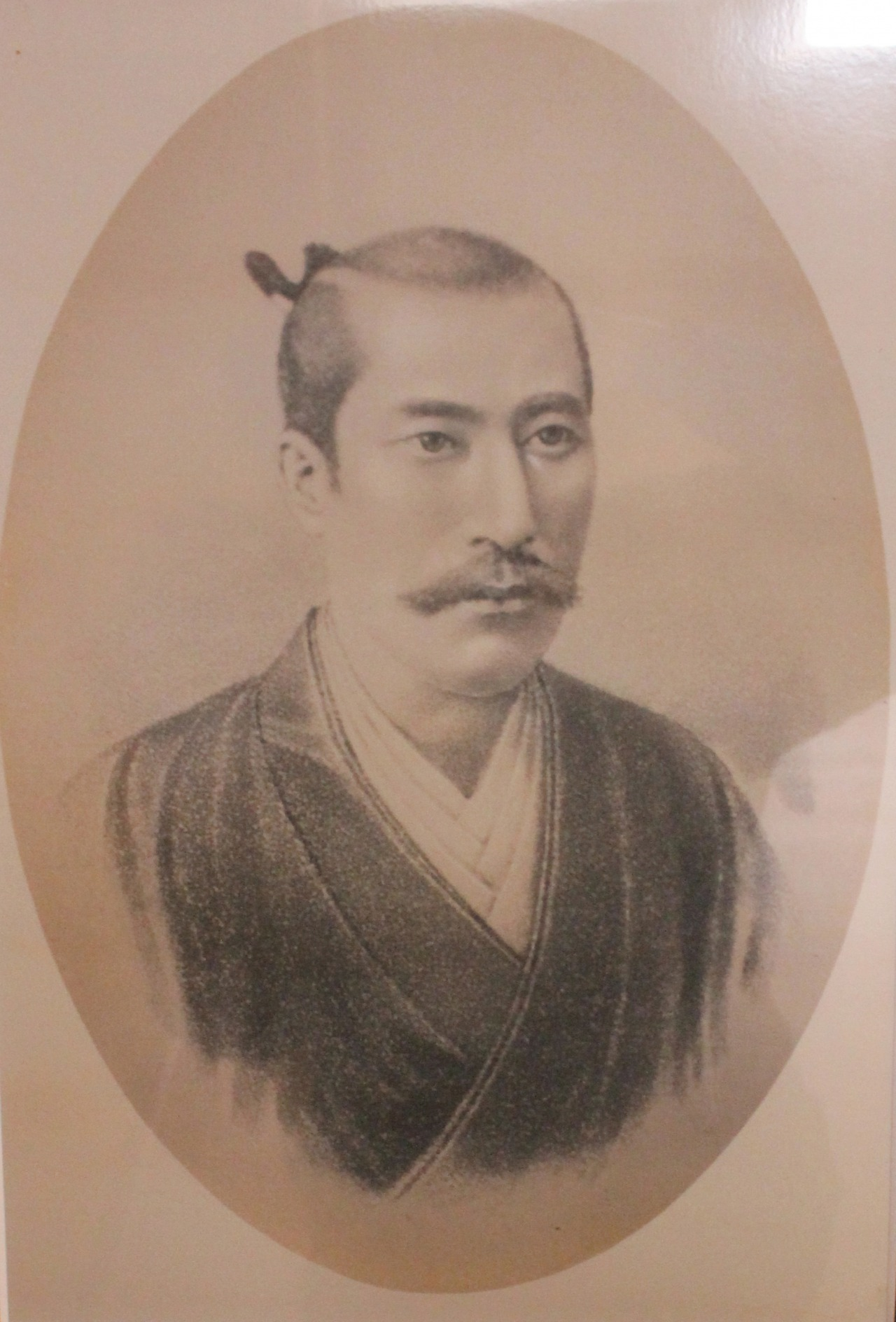
Ritratto di Oda Nobunaga, dal un pittore gesuita, 1583-1590

La cattiva reputazione del signore della guerra Oda Nobunaga portò a diversi attentati alla sua vita. Nel 1571 un ninja di Koga e un marksman di nome Sugitani Zenjubo, vennero assunti per assassinare Nobunaga. Utilizzando due archibugi spararono due colpi consecutivi a Nobunaga. Essi non furono in grado di infliggere lesioni mortali per via dell'armatura di Nobunaga. Sugitani riuscì a fuggire, ma venne catturato quattro anni più tardi e messo a morte sotto tortura. Nel 1573 Manabe Rokuro, vassallo del daimyo Hatano Hideharu, tentò di infiltrarsi nel castello di Azuchi e assassinare Nobunaga mentre dormiva. Tuttavia anche questo finì in un fallimento e Manabe fu costretto a suicidarsi, dopodiché il suo corpo venne apertamente mostrato in pubblico. Secondo un documento, l'Iranki, quando Nobunaga ispezionò la provincia di Iga (che il suo esercito aveva devastato) un gruppo di tre ninja spararono contro di lui con armi da fuoco di grosso calibro. Gli spari tuttavia evitarono Nobunaga e uccisero invece sette dei suoi compagni circostanti.
Il ninja Hachisuka Tenzo venne inviato da Nobunaga per assassinare il potente daimyo Takeda Shingen, ma alla fine non riuscì nel suo tentativo. Nascondendosi all'ombra di un albero, evitò di essere visto sotto il chiaro di luna e poi si nascose in un buco che aveva preparato in anticipo, sfuggendo così alla cattura.
Fu ostacolato anche un tentativo di assassinio di Toyotomi Hideyoshi. Un ninja di nome Kirigakure Saizo (forse Kirigakure Shikaemon) spinse una lancia attraverso le assi del pavimento per uccidere Hideyoshi, ma senza successo. Venne fatto uscire allo scoperto da un altro ninja che lavorava per Hideyoshi, che a quanto pare aveva utilizzato una sorta di primitivo lanciafiamme. Purtroppo la veridicità di questo racconto venne offuscato dai successivi racconti che ritraggono Saizo come uno dei leggendari Sanada Ten Braves. Uesugi Kenshin, il famoso Daimyo di Echigo, si diceva che fosse stato ucciso da un ninja. La leggenda attribuisce la sua morte ad un assassino che si dice abbia nascosto una lama (o una lancia) nel gabinetto dello stesso Kenshin, ferendolo a morte nell'ano. Mentre i documenti storici mostrarono che Kenshin soffriva di problemi addominali, gli storici moderni solitamente attribuiscono la sua morte per tumore dello stomaco, carcinoma dell'esofago o malattie cerebrovascolari.

### Contromisure
Svariate contromisure vennero ideate per evitare le attività dei ninja. Precauzioni vennero spesso prese contro gli assassini, come le armi nascoste nel gabinetto o sotto una pedana rimovibile. Gli edifici venivano costruiti con trappole e fili collegati a un campanello d'allarme.
I castelli giapponesi furono progettati per essere difficili da attraversare, con percorsi tortuosi che conducevano ai sotterranei. Punti ciechi e buchi nei muri venivano posti a sorveglianza di questi percorsi labirintici, come mostra il castello di Himeji. Il castello Nijō a Kyoto venne costruito con lunghi piani «a usignolo» che poggiavano su cerniere in metallo (uguisu-bari) specificatamente progettato per stridere rumorosamente quando vi si camminava sopra. Pavimenti coperti di ghiaia avvisavano se un visitatore indesiderato si introduceva. Infine, edifici isolati permisero di contenere meglio gli incendi.

## Formazione
Le competenze richieste dai ninja furono conosciute in tempi moderni come ninjutsu, ma è improbabile che fossero precedentemente nominate sotto un'unica disciplina. Esse erano piuttosto distribuite fra una varietà comprese fra lo spionaggio e di tecniche di sopravvivenza. L'addestramento per i Ninja iniziava già in tenera età e non riguardava solo capacità fisiche ma anche mentali, soprattutto il superamento della paura e l'ispirazione reciproca, individuando nel gruppo altri che potessero essere fonte di ispirazione in modo sistematico e praticando una forma di sostegno reciproco affinché tutti gli allievi diventassero mentori uno dell'altro.

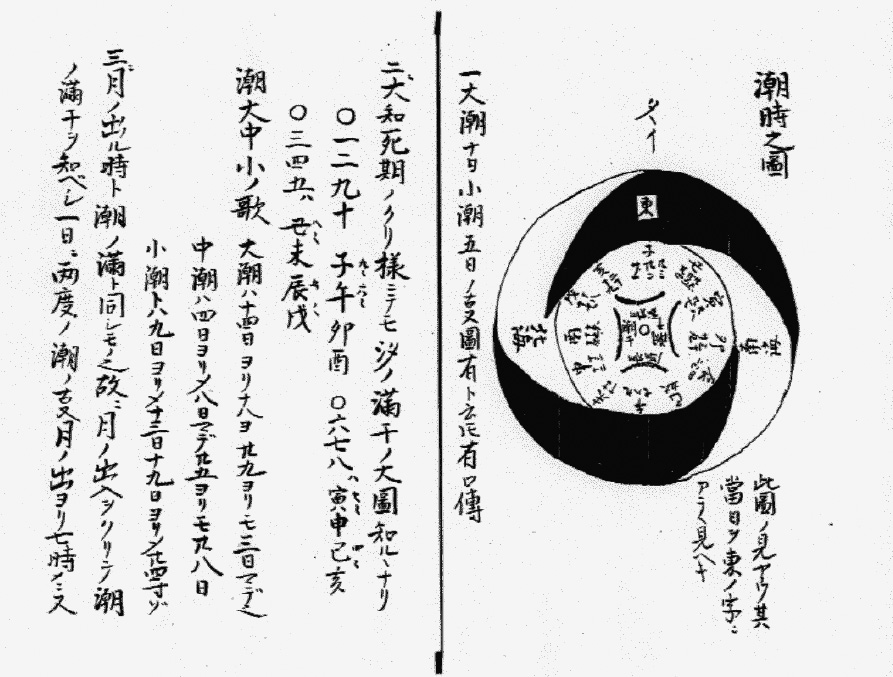
Questo diagramma dal Bansenshukai usa la divinazione e la cosmologia esoterica (Onmyōdō) per istruire il momento ideale per compiere determinate azioni.

La prima formazione specialistica iniziò a metà del XV secolo, quando alcune famiglie samurai iniziarono a concentrarsi sulla guerra segreta, tra cui lo spionaggio e l'assassinio. Come il samurai, anche il ninja erano nati nella professione, in cui vennero tenuti nelle tradizioni e superarono attraverso la famiglia. Secondo Turnbull il ninja venne addestrato fin dall'infanzia, come era anche comune nelle famiglie dei samurai. Fuori dalle discipline di arti marziali che ci si attendeva, un giovane studiava tecniche di sopravvivenza e di scouting, così come le informazioni riguardanti veleni e esplosivi. Era anche importante l'educazione fisica, che riguardava corse a lunghe distanze, l'arrampicata, i metodi di azione furtiva di camminare e il nuoto. Un certo grado di conoscenza per quanto riguardava le professioni comuni era necessario anche se uno si aspettava di prendere il suo modulo sotto mentite spoglie. Alcuni titoli di formazione medica potevano derivare da un salvataggio, quando un ninja di Iga fornì pronto soccorso a Ii Naomasa, che era stato ferito con armi da fuoco nella battaglia di Sekigahara. Qui il ninja, come riferì Naomasa, gli diede una "medicina nera" per fermare l'emorragia.
Con la caduta dei clan Iga e Koga i daimyo non potevano più reclutare ninja professionisti e vennero costretti a formare loro gli shinobi. Lo shinobi era considerato una vera e propria professione, come dimostrò la legge del bakufu del 1649 sul servizio militare, che dichiarò che solo i daimyo con un reddito di oltre 10.000 koku erano autorizzati a mantenere shinobi. Nei due secoli successivi un numero di manuali ninjutsu vennero scritti dai discendenti di Hattori Hanzo così come i membri del clan Fujibayashi, un ramo degli Hattori. Grandi esempi includono il Ninpiden (1655), il Bansenshūkai (1675) e il Shoninki (1681). Scuole moderne che pretendono di formare il ninjutsu sorsero dal 1970, tra cui quello di Masaaki Hatsumi (Bujinkan), Stephen K. Hayes (To-Shin Do) e Jinichi Kawakami (Banke Shinobinoden). Il lignaggio e l'autenticità di queste scuole sono una questione di polemica.

### Tattica
Il ninja non agìsce sempre da solo. Esistevano tecniche di squadra: per esempio, per scalare un muro, un gruppo di ninja poteva mettersi reciprocamente sulle spalle o formare una piattaforma umana per aiutare un individuo a raggiungere altezze maggiori. Il Mikawa Go Fudoki diede conto di una squadra coordinata da aggressori che usavano le password per comunicare. L'account dava anche un senso di inganno, in quanto gli aggressori vestivano con gli stessi abiti dei difensori, provocando molta confusione. Quando la ritirata fu necessaria durante l'assedio di Osaka, ai ninja gli venne ordinato di sparare sulle truppe amiche da dietro, causando alle truppe di caricare all'indietro per attaccare un nemico percepito. Questa tattica venne utilizzata in un secondo momento come metodo per disperdere la folla.
La maggior parte delle tecniche ninjutsu registrate nei manuali ruotano intorno a metodi per evitare la rivelazione e le modalità di fuga. Queste tecniche vennero vagamente raggruppate sotto il corrispondente di elementi naturali. Alcuni esempi sono:
- Hitsuke - la pratica dei ninja di distrarre le guardie appiccando un incendio a distanza dal punto previsto dai ninja per entrare. Rientra nelle "tecniche di fuoco" (Katon-no-jutsu).
- Tanuki-Gakure - la pratica di arrampicarsi su un albero e camuffare se stessi all'interno del fogliame. Rientra nelle "tecniche di legno" (Mokuton-no-jutsu).
- Ukigusa-Gakure - la pratica di gettare lenticchie d'acqua sopra l'acqua al fine di nascondere il movimento sott'acqua. Rientra nelle "tecniche d'acqua" (Suiton-no-jutsu).
- Uzura-gakure - la pratica di chiudere il corpo a palla e rimanere immobili per sembrare una pietra. Rientra nelle "tecniche di terra" (Doton-no-jutsu).

Le tattiche di arti marziali ninja di sabotaggio e assassinio erano adattate per attacchi a sorpresa (di notte, un'imboscata, da dietro) e per piccoli spazi (un folto cespuglio nel bosco, corridoi bassi e le piccole serrature da stanza giapponesi, che richiedevano brevi e piccole armi). I ninja nello spionaggio cercavano di evitare la battaglia aperta con forze avversarie numericamente superiori, quindi le loro tecniche vennero adattate per stordire il nemico e fuggire in caso di fallimento.

### Travestimenti

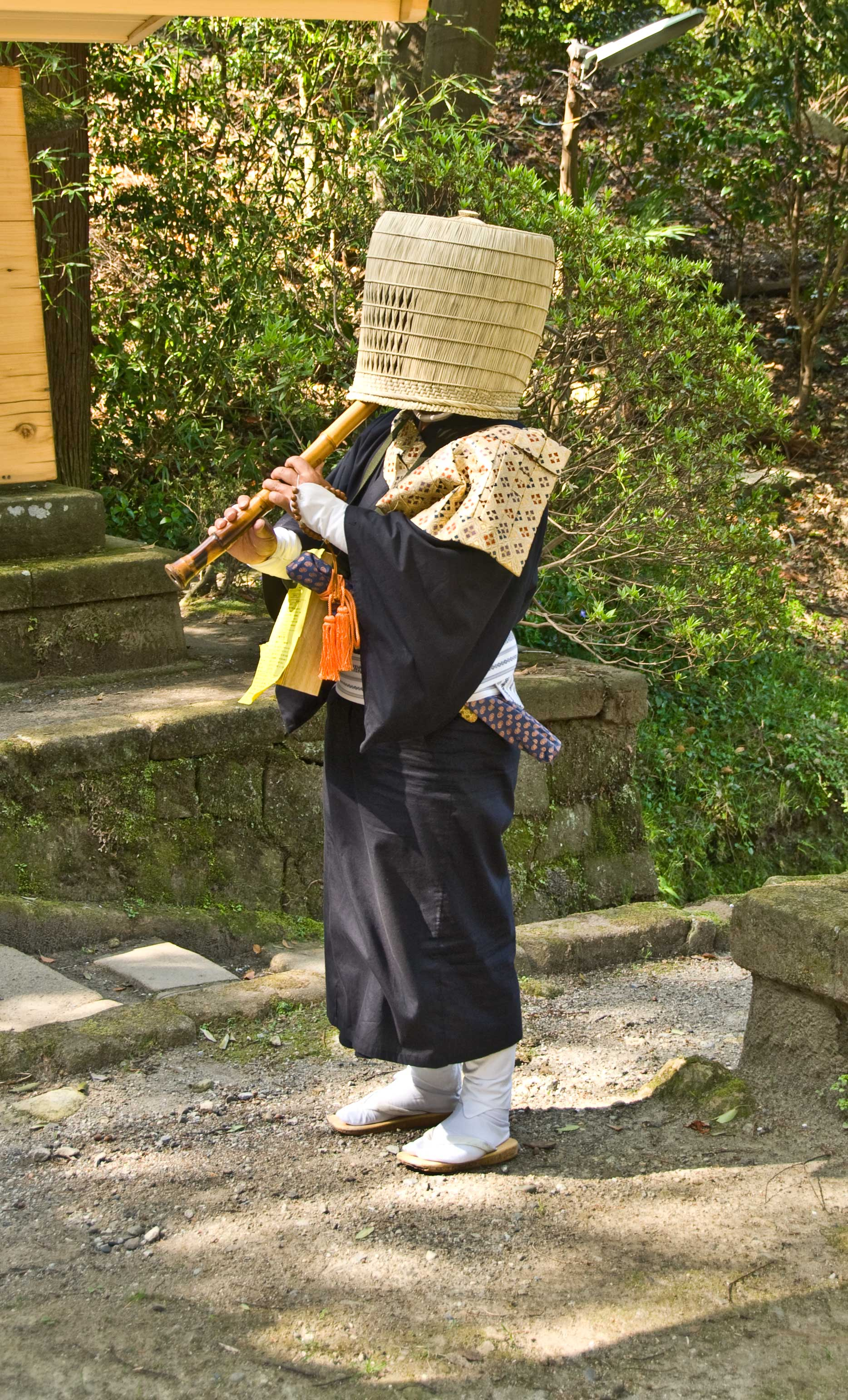
Un monaco komuso era uno dei tanti possibili travestimenti

L'uso di travestimenti è comune e ben documentato. I travestimenti erano sotto forma di sacerdoti, animatori, cartomanti, commercianti, rōnin e monaci. Il Buke Myomokusho descrisse: «Gli shinobi-monomi erano persone utilizzate in modo segreto e se le loro funzioni erano andare in montagna si travestivano da raccoglitori di legna da ardere per scoprire e acquisire notizie sul territorio nemico... erano particolarmente esperti di viaggiare in incognito». Un abbigliamento per una montagna ascetica (yamabushi) facilitava il viaggio, in quanto erano comuni e potevano viaggiare liberamente tra i confini politici. Le vesti sciolte dei monaci buddisti permettevano di tenere armi nascoste, come ad esempio il tantō. Gli abiti con il menestrello o il sarugaku avrebbero potuto permettere al ninja di spiare le costruzioni nemiche senza sospetti travolgenti. Travestirsi da komosu, un monaco mendicante, conosciuti per suonare il shakuhachi era efficace, in quanto il grande cappello «paniere» tradizionalmente indossati da loro nascondeva completamente la testa.

## Equipaggiamento
I ninja utilizzarono una grande varietà di armi e strumenti, alcuni dei quali erano comunemente noti, ma altri erano più specializzati. La maggior parte erano strumenti utilizzati per l'infiltrazione nei castelli. Una vasta gamma di attrezzature specializzate vennero descritte e illustrate nel XVII secolo dal Bansenshūkai, tra cui l'arrampicata con attrezzature, lance estese, razzi automatici e piccole imbarcazioni pieghevoli.

### Abbigliamento

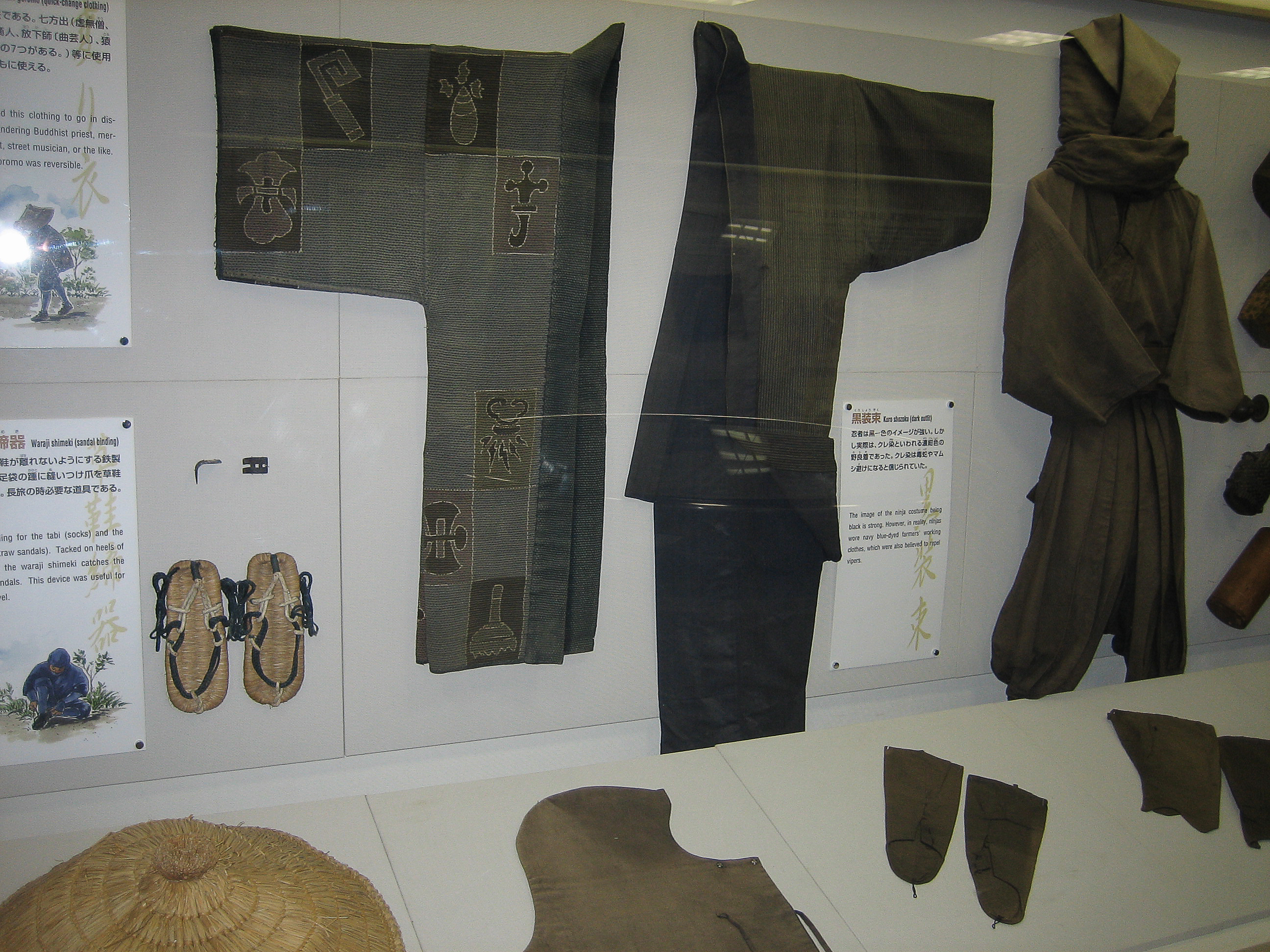
Costume ninja Kuro Shozoku e waraji (sandali). L'immagine del costume ninja che è nero è forte. Tuttavia, in realtà, i ninja indossavano abiti da lavoro dei contadini tinti di blu navy, che si credeva utile anche per respingere le vipere.

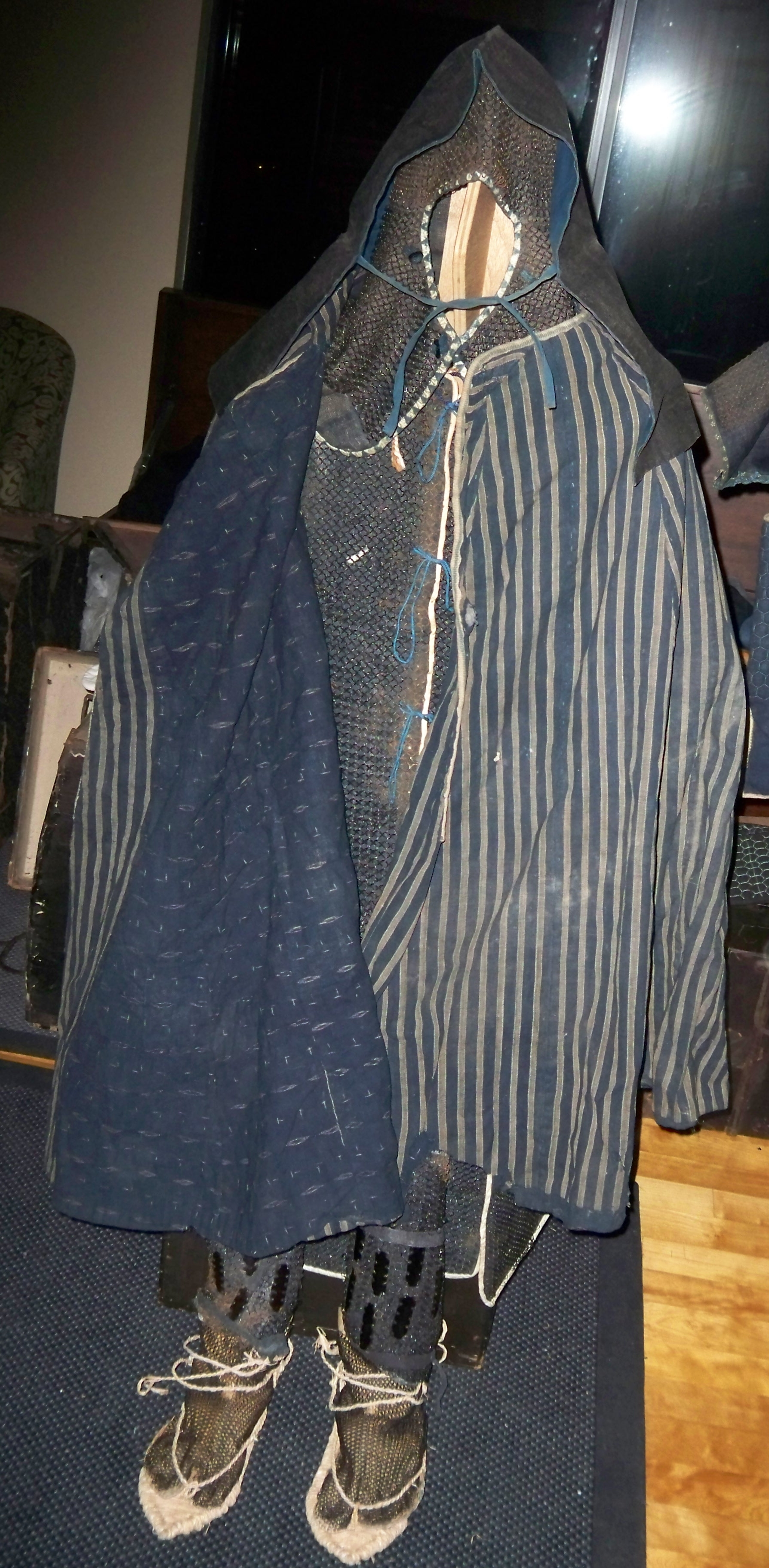
Antica gappa giapponese (mantello da viaggio) e un panno Zukin (cappa) con Kusari (cotta di maglia) nascosta sotto

Mentre l'immagine di un ninja vestito in abito nero (shinobi shozoku) è prevalente nei media occidentali, non ci sono prove scritte per tale costume. Invece era molto più comune per il ninja travestirsi da civile. La nozione popolare di abbigliamento nero è probabilmente radicata nella convenzione artistica; i primi disegni di ninja mostravano loro vestiti di nero, al fine di rappresentare il senso di invisibilità. Questa convenzione era un'idea presa in prestito dai gestori del teatro Bunraku, che si vestivano di nero totale, nel tentativo di simulare materiali di scena in movimento indipendentemente dai loro controlli. Nonostante la mancanza di prove concrete, venne rappresentato da alcune autorità che gli abiti neri, forse un po' contaminati con il rosso per nascondere le macchie di sangue, erano davvero il capo ragionevole di scelta per l'infiltrazione.
L'abbigliamento usato era simile a quello dei samurai, ma gli indumenti larghi venivano nascosti nei pantaloni o fissati con le cinture. Il tenugui, un pezzo di stoffa usato anche nelle arti marziali, aveva molte funzioni. Poteva essere usato per coprire il viso, formare una cintura o aiutare nella scalata.
La storicità di armature specificatamente realizzate per i ninja non può essere stabilita. Mentre pezzi di armatura chiara presumibilmente indossati dai ninja esistevano e venivano utilizzati al momento giusto, non ci sono prove concrete del loro uso nelle operazioni dei ninja. Raffigurazioni di personaggi famosi in seguito considerati ninja spesso li mostrano con un'armatura giapponese da samurai. C'erano leggeri tipi occultabili di armature fatte con kusari (cotta di maglia) e piccole corazze, come i karuta che potevano essere indossati dai ninja, includendo le katabira (giacche) realizzate con armature nascoste tra gli strati di stoffa. Shin e bracci da guardie, insieme a calotte in metallo rinforzato sono stati ipotizzati di difendere l'armatura dei ninja.

### Strumenti

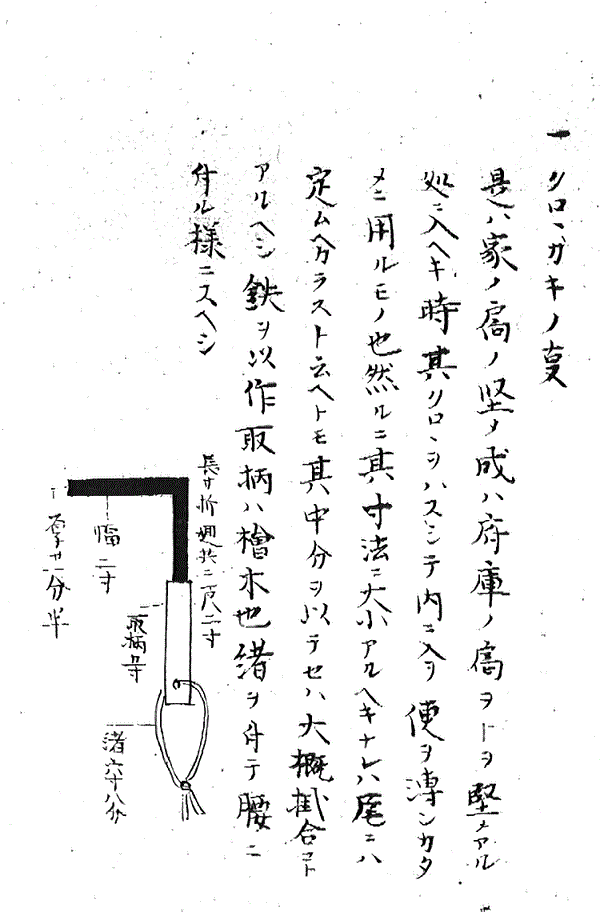
Una pagina dal Ninpiden mostra un utensile per rompere le serrature

Gli attrezzi utilizzati per l'infiltrazione e lo spionaggio sono alcuni dei reperti più abbondanti legati ai ninja. Corde e rampini erano comuni e venivano legati alla cintura. Una scaletta pieghevole era illustrata nel Bansenshukai, con picchi a entrambe le estremità per ancorare la scala. Gli spilli o gli attrezzi da arrampicata erano agganciati sulle mani e sui piedi e venivano usati come armi. Altri attrezzi includevano gli scalpelli, i martelli, i trapani, i picconi e così via.
Il kunai era un pesante attrezzo appuntito, forse derivato dalle murature e cazzuole giapponesi ai quali è molto simile. Anche se è spesso ritratto nella cultura popolare come arma, il kunai era principalmente utilizzato anche per creare buchi nei muri. Coltelli e piccole seghe (hamagari) erano anche utilizzati per creare buchi negli edifici, dove servivano come un punto d'appoggio o di passaggio per un ingresso. Un dispositivo di ascolto portatile (saoto hikigane) veniva utilizzato per intercettare le conversazioni e rilevare i suoni.
I mizugumo erano una serie di scarpe di legno presumibilmente per permettere ai ninja di camminare sull'acqua, dove avrebbero dovuto lavorare indossando pesi sopra un'ampia superficie inferiore delle scarpe. La parola mizugumo deriva dal nome nativo per l'acquaragno giapponese (Argyroneta aquatica japonica). Il mizugumo appare anche nello spettacolo MythBusters, dove viene mostrato inadatto per camminare sull'acqua. L'ukidari, una calzatura simile per camminare sull'acqua, esisteva anche nella forma di un secchio, ma probabilmente era piuttosto instabile. Pelli e tubi di respirazione gonfiabile permettevano ai ninja di rimanere sott'acqua per lunghi periodi di tempo. Nonostante la vasta gamma di strumenti disponibili per i ninja, il Bansenshukai ammoniva di non essere sovraccarichi di attrezzature, affermando che "un ninja di successo è uno che usa uno strumento per più attività".

### Armi
Anche se utilizzavano spade più corte e i pugnali, la katana era probabilmente l'arma di fiducia dei ninja e a volte veniva portata sul dorso. La katana aveva diversi usi al di là del combattimento normale. In condizioni di oscurità il fodero poteva essere esteso fuori dalla spada e utilizzato come dispositivo a lungo sondaggio. La spada poteva anche essere fissata contro il muro, dove il ninja poteva usare la guardia della spada (tsuba) per ottenere un più alto appiglio. La katana poteva anche essere usata come dispositivo per stordire i nemici prima di attaccare, mettendo una combinazione di pepe rosso, sporco o polvere e limatura di ferro nella zona vicina alla parte superiore del fodero, in modo che la spada disegnasse un intruglio che sarebbe volato negli occhi del nemico, stordendolo fino a quando non si sarebbe eseguito un colpo mortale. Mentre le spade dritte venivano utilizzate prima dell'invenzione della katana, la ninjatō (un'altra spada dei ninja) non ha precedenti storici ed è probabilmente un'invenzione moderna.

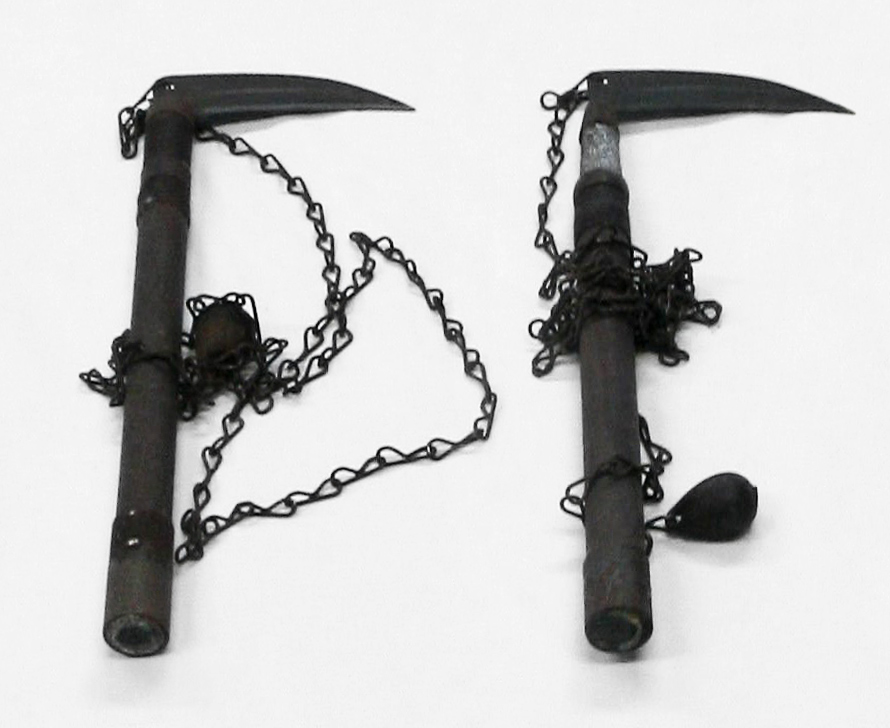
Un paio di kusarigama in mostra al castello di Iwakuni

Una serie di freccette, punte, coltelli e dischi a forma di stelle taglienti erano conosciuti collettivamente come shuriken. Anche se non erano esclusivi dei ninja, erano una parte importante dell'arsenale, in quanto potevano essere lanciati in tutte le direzioni. Gli archi venivano utilizzati con un'ottima mira e alcuni fiocchi ninja venivano intenzionalmente resi più piccoli rispetto al tradizionale yumi (lungo arco). Anche "la catena e la falce" kusarigama veniva utilizzata dai ninja. Quest'arma consisteva in un peso posto sull'estremità di una catena e in una falce kama sull'altro. Il peso oscillava e poteva anche ferire o abbattere un avversario, mentre la falce veniva usata per uccidere a distanza ravvicinata. I semplici utensili da giardinaggio come i kunai e le falci vennero usati come armi in modo che, se scoperto, un ninja poteva dire che erano suoi strumenti di lavoro e non armi, nonostante la loro capacità di essere usate in battaglia.
Gli esplosivi vennero introdotti dalla Cina ed erano conosciuti in Giappone al tempo delle invasioni mongole del XIII secolo. Più tardi gli esplosivi e le granate a mano vennero adottati dai ninja. Bombe soft-carter vennero progettate per rilasciare fumo o gas velenosi, insieme agli esplosivi a frammentazione pieni di ferro o ceramica granata.
Insieme alle armi comuni, un vasto assortimento di varie armi vennero associate ai ninja. Alcuni esempi includono il veleno, le makibishi, le spade di canna (shikomizue), mine terrestri, fukiya (cerbottane), freccette avvelenate, acidi e armi da fuoco. L'happo, un piccolo guscio d'uovo pieno di polvere accecante (metsubushi) venne utilizzato anche per facilitare la fuga. Altre armi dei ninja erano: il bō (un bastone molto lungo), la wakizashi (spada corta a un solo filo), gli shuriken (letteralmente lame volanti sia di forma circolare sia oblunghe, note come "le stelle dei Ninja"), gli bo-shuriken (chiodi lunghi 20-30 cm da posizionare negli spazi interdigitali per poter esser lanciati), la kaginawa (ancorette unite a una corda, sia da lancio sia per arrampicarsi), la kamayari (una picca con arpione), i manriki kusari (coppia di piccoli pesi posti all'estremità di una catena), i mizugumo (delle scarpe galleggianti per attraversare pozze d'acqua), il tantō (tipico coltello da uso quotidiano giapponese), le ashiko (calzature chiodate), il tekagi e le sue varianti, gli shuko (bracciali puntuti e pugni di ferro anch'essi puntuti), il jō (una spranga di legno), i fukumibari (degli aghi), la naginata (una alabarda), il kyoketsu Shogei (un corto pugnale con paramano curvo che dà la forma di un arpione, dotato di una lunga corda con al termine un anello metallico), il nunchaku (un'arma composta da due bastoni lunghi circa 25 cm l'uno e uniti tra loro da una catena o una corda lunga circa 10 cm, di cui esiste anche una variante a tre bastoni: il sān jié gùn), gli ōzutsu e le granate metsubushi (目潰し? lett. "chiudi occhi"), ovvero piccole bombe dirompenti a carica metallica).
Per le missioni segrete veniva utilizzati gli Shinobi no tsume, erano delle asticelle di metallo della lunghezza di 10 cm alle quali venivano saldate in verticale delle lame lunghe 20 cm. Si impugnavano come gli yawara, ma la parte dell'asta doveva essere nascosta in un guanto mentre le lame dovevano uscire dalle nocche del guanto da appositi fori.

## Abilità leggendarie
I poteri sovrumani o soprannaturali vennero spesso associati ai ninja. Alcune leggende includono volo, invisibilità, mutaforma, la capacità di dividere il corpo, l'evocazione di animali e il controllo dei cinque elementi. Queste nozioni favolose derivano dalla fantasia popolare per quanto riguarda lo stato misterioso dei ninja, così come le idee romantiche che si trovano nell'arte giapponese del periodo Edo. I poteri magici erano a volte radicati negli sforzi dei ninja per diffondere informazioni di fantasia. Ad esempio, Nakagawa Shoshujin, il fondatore del XVII secolo del nakagawa-ryu sostenne nei suoi scritti (Okufuji Monogatari) che avevano la capacità di trasformarsi in uccelli e animali.
Il controllo percepito nel corso degli elementi può essere messo in campo nelle tattiche reali, che vennero classificate per associazione con le forze della natura. Ad esempio, la pratica di accendere il fuoco al fine di coprire le tracce di un ninja rientrano nelle katon-no-jutsu "tecniche di fuoco".

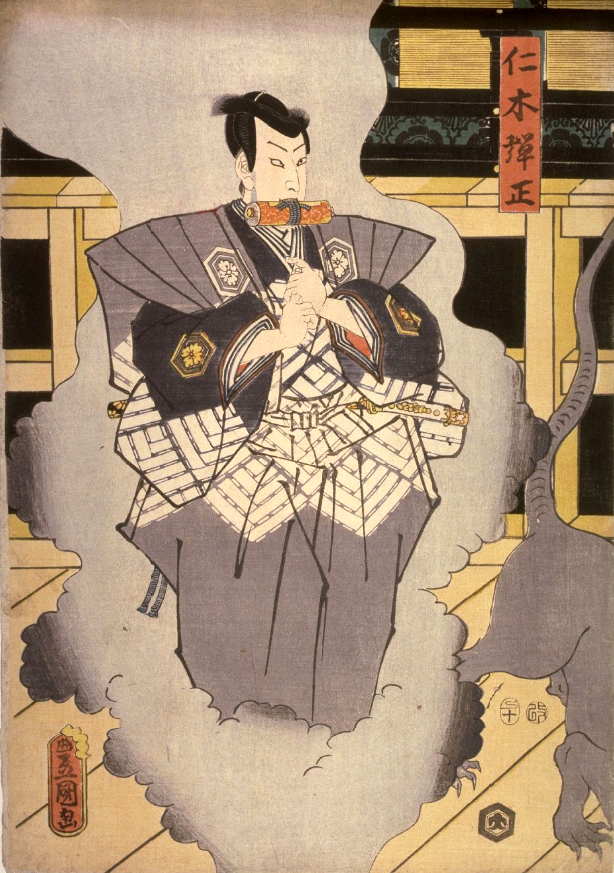
Un attore interpreta Nikki Danjo, un cattivo presente nel Sendai Hagi, che sta unendo le mani in un sigillo kuji-in che gli permette di trasformarsi in un topo gigante, xilografia su carta, Utagawa Kunisada, 1857

Per i ninja l'impiego di aquiloni nello spionaggio e in guerra è un altro argomento di leggende. Esistono racconti di ninja sollevati in aria da aquiloni, che volavano su un terreno ostile e discesi sganciando bombe sul territorio nemico. Gli aquiloni vennero effettivamente utilizzati nelle guerre giapponesi, ma soprattutto per inviare messaggi e segnali. Turnbull suggerisce che gli aquiloni che alzavano un uomo a mezz'aria erano tecnicamente possibili, ma afferma che l'uso di aquiloni per formare un deltaplano "umano" ricade nel regno della fantasia.

### Kuji-kiri
Il kuji-kiri era una pratica esoterica che se effettuata con una serie di sigilli a mano (kuji-in) aveva lo scopo di permettere ai ninja di emanare gesta sovrumane.
Il kuji 'nove caratteri' è un concetto proveniente dal taoismo, dove era una serie di nove parole usate negli incantesimi. In Cina questa tradizione mescolata con le credenze buddiste, assegnando ciascuna delle nove parole con una divinità buddista. I kuji possono essere arrivati in Giappone mediante l'esempio buddista dove fiorì nel shugendo. Anche qui ogni parola del kuji veniva associata con divinità buddiste, animali della mitologia taoista e più tardi i kami del shintoismo. Il mudrā, una serie di simboli a mano che rappresentavano diversi Buddha, vennero applicati al kugi dei buddisti, forse attraverso gli insegnamenti esoterici mikkyo. Gli asceti yamabushi del Shugendo adottarono questa pratica, utilizzando i gesti delle mani in spirituale, la guarigione e i rituali di esorcismo. In seguito l'uso di kuji passò sul budō (arti marziali) e scuole ninjutsu, dove avevano vari scopi. L'applicazione di kuji per produrre l'effetto desiderato venne chiamato «taglio» (kiri). Effetti desiderati vanno dalla concentrazione fisica e mentale, a più incredibili affermazioni circa un avversario immobile o anche la fusione di incantesimi. Queste leggende vennero assorbite nella cultura popolare, che interpretò il kuji-kiri come un precursore delle arti magiche.

## Ninja famosi

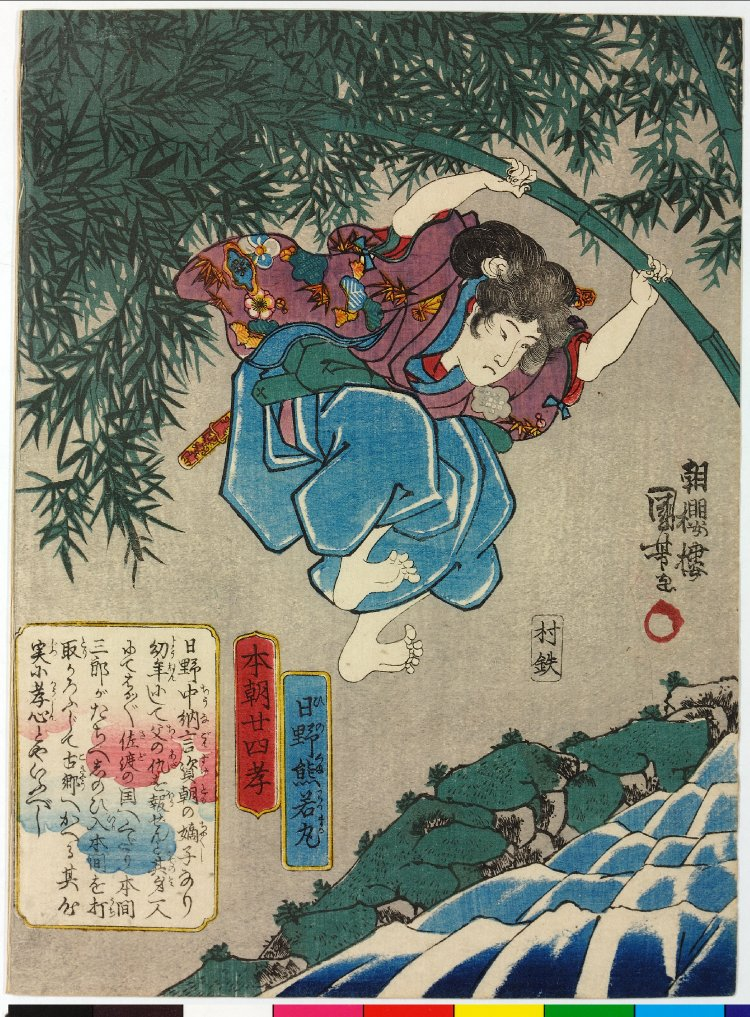
Kumawakamaru sfugge ai suoi inseguitori saltando tra il fossato e un bambù, xilografia su carta, Utagawa Kuniyoshi, 1842-1843

Molti personaggi famosi nella storia del Giappone vennero associati o identificati come ninja, ma il loro status di ninja era difficile da dimostrare e poteva essere il prodotto della fantasia. Molte voci circondarono guerrieri famosi, come Kusonoki Masashige o Minamoto no Yoshitsune, che li descrissero come ninja, ma ci sono poche prove per queste affermazioni. Alcuni esempi ben noti includono:
- Kumawakamaru (XIII-XIV secolo) - un giovane il cui padre in esilio venne condannato a morte dal monaco Homma Saburo. Kumakawa prese la sua vendetta entrando furtivamente nella camera di Homma mentre dormiva e assassinandolo con la sua stessa spada.
- Yagyu Muneyoshi (1529-1606) - un famoso spadaccino della scuola Shinkage-ryu. Il nipote di Muneyoshi, Jubei Muneyoshi, raccontava storie dello status di suo nonno come ninja.
- Hattori Hanzō (1542-1596) - un samurai al servizio di Tokugawa Ieyasu. La sua ascendenza nella provincia di Iga, insieme a alcuni manuali ninjutsu pubblicati dai suoi discendenti portarono alcune fonti a definirlo come ninja. Questa raffigurazione è comune anche nella cultura popolare.
- Ishikawa Goemon (1558-1594) - la sua impresa più celebre fu quella di far gocciolare del veleno da un filo sulla bocca di Oda Nobunaga attraverso un nascondiglio nel soffitto. Tuttavia esistono molte storie fantasiose su Goemon e quindi questa storia non può essere confermata.
- Fumma Kotaro (1603-) - un ninja che si dice abbia ucciso Hattori Hanzo, con il quale era presumibilmente rivale. L'immaginaria arma fumma shuriken porta il suo nome.
- Mochizuki Chiyome (XVI secolo) - la moglie di Mochizuki Moritoki. Chiyome creò una scuola per ragazze, che insegnava competenze richieste dalla geisha, così come le abilità di spionaggio.
- Momochi Sandayu (XVI secolo) - un leader dei clan ninja di Iga, che presumibilmente morì durante l'attacco di Oda Nobunaga nella provincia di Iga. Vi è una certa convinzione che sia sfuggito alla morte e che visse come agricoltore nella provincia di Kii. Momochi è anche un ramo del clan Hattori.
- Fujibayashi Nagato (XVI secolo) - considerato uno dei "tre più grandi" jonin di Iga; gli altri due erano Hattori Hanzo e Momochi Sandayu. I discendenti di Fujibayashi scrissero e pubblicarono il Bansenshukai.

## Nella cultura di massa

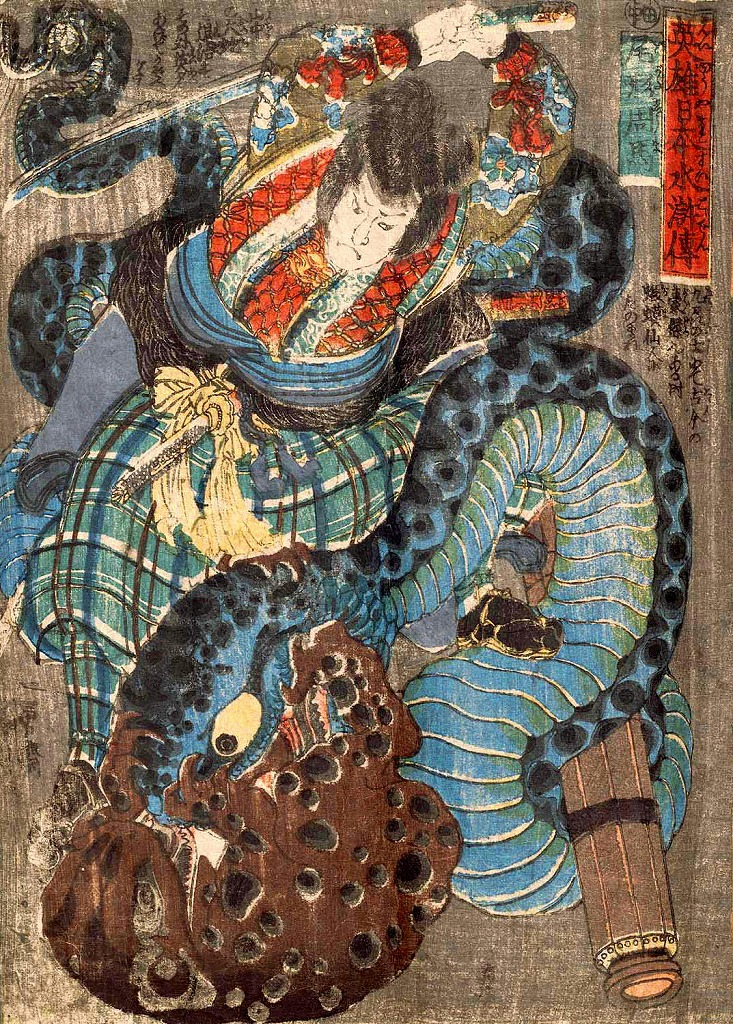
Jiraiya combatte un serpente gigante con l'aiuto del suo rospo evocato, xilografia su carta, Utagawa Kuniyoshi, 1843

L'immagine dei ninja entrò nella cultura popolare nel periodo Edo, quando i racconti popolari e i giochi sui ninja vennero concepiti. Le storie di ninja di solito si basano su dati storici. Ad esempio, esistono molte storie simili su un daimyo che sfidò un ninja per dimostrare il suo valore, solitamente rubando il suo cuscino o arma mentre dormiva. Vennero scritti alcuni romanzi sui ninja come Jiraiya goketsu monogatari, di cui venne anche fatto un gioco kabuki. Personaggi di fantasia, come Sarutobi Sasuke, alla fine si sarebbero fatti strada nel fumetto e nella televisione, dove vennero a godere di uno status di eroe culturale al di fuori dei loro mezzi originali. I ninja appaiono in molte forme di media popolari giapponesi e occidentali, compresi i libri (Koga Ninpocho), televisione (Ninja Warrior, Power Rangers Ninja Storm, Ninjago), film (Agente 007 - Si vive solo due volte, Ninja Assassin, L'ultimo samurai), satira (Real Ultimate Power: The Official Ninja Book), videogiochi (Tenchu, The Last Ninja, Ninja Combat, Magician Lord, Ninja Spirit, Shinobi, Mortal Kombat, Sekiro: shadows die twice, Assassin's Creed Shadows), anime e manga (Naruto, Basilisk) e comic book occidentali (Tartarughe Ninja e G.I. Joe: A Real American Hero). Dall'antico Giappone al Giappone moderno dei media le rappresentazioni popolari vanno dal realistico al fantasticamente esagerato, sia fondamentalmente e esteticamente. Questi spesso ritraggono ninja non fattuali, talvolta incredibilmente sgargianti, per umorismo o intrattenimento. Anche nei ritratti, rinunciando all'aspetto mistico, vi è una tendenza a rappresentare i ninja come un equivalente medievale delle moderne forze speciali. Ciò include mimetizzare i ninja in un modo simile; mostrando loro le armi di vita come emozioni con abilità quasi sovrumane derivate dalla formazione estrema, una vasta conoscenza popolare di temi come la tossicologia, la fisiologia, la psicologia, l'accesso alle tecnologie avanzate segrete e il possesso di una disumana autodisciplina.

## Galleria d'immagini

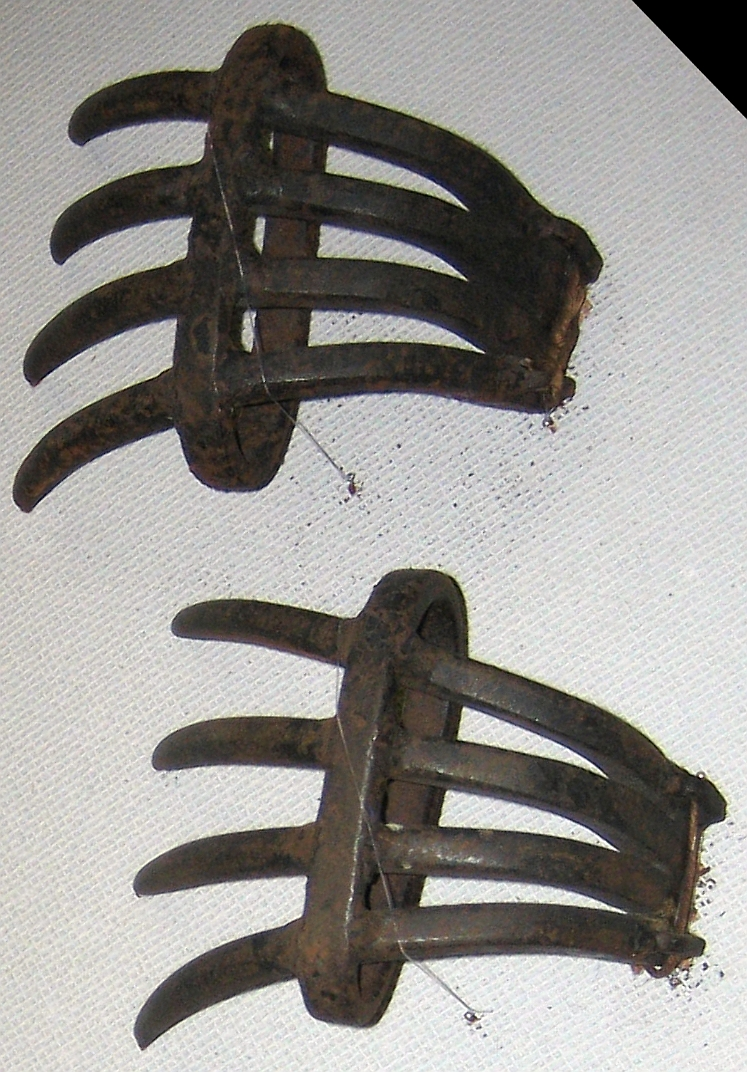
Tekko-Tagi, artigli nella mano
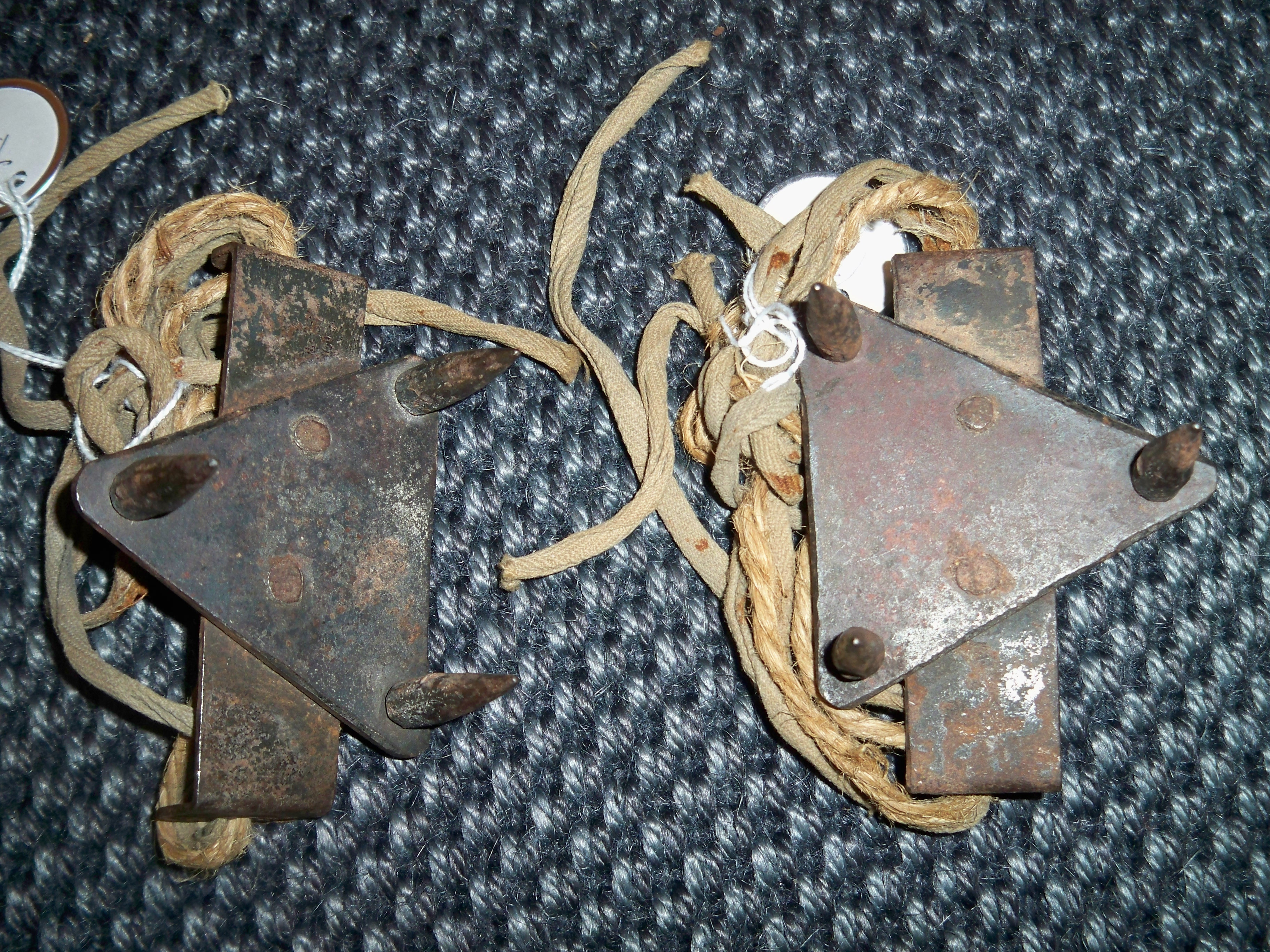
Ashiko, calzature chiodate di ferro
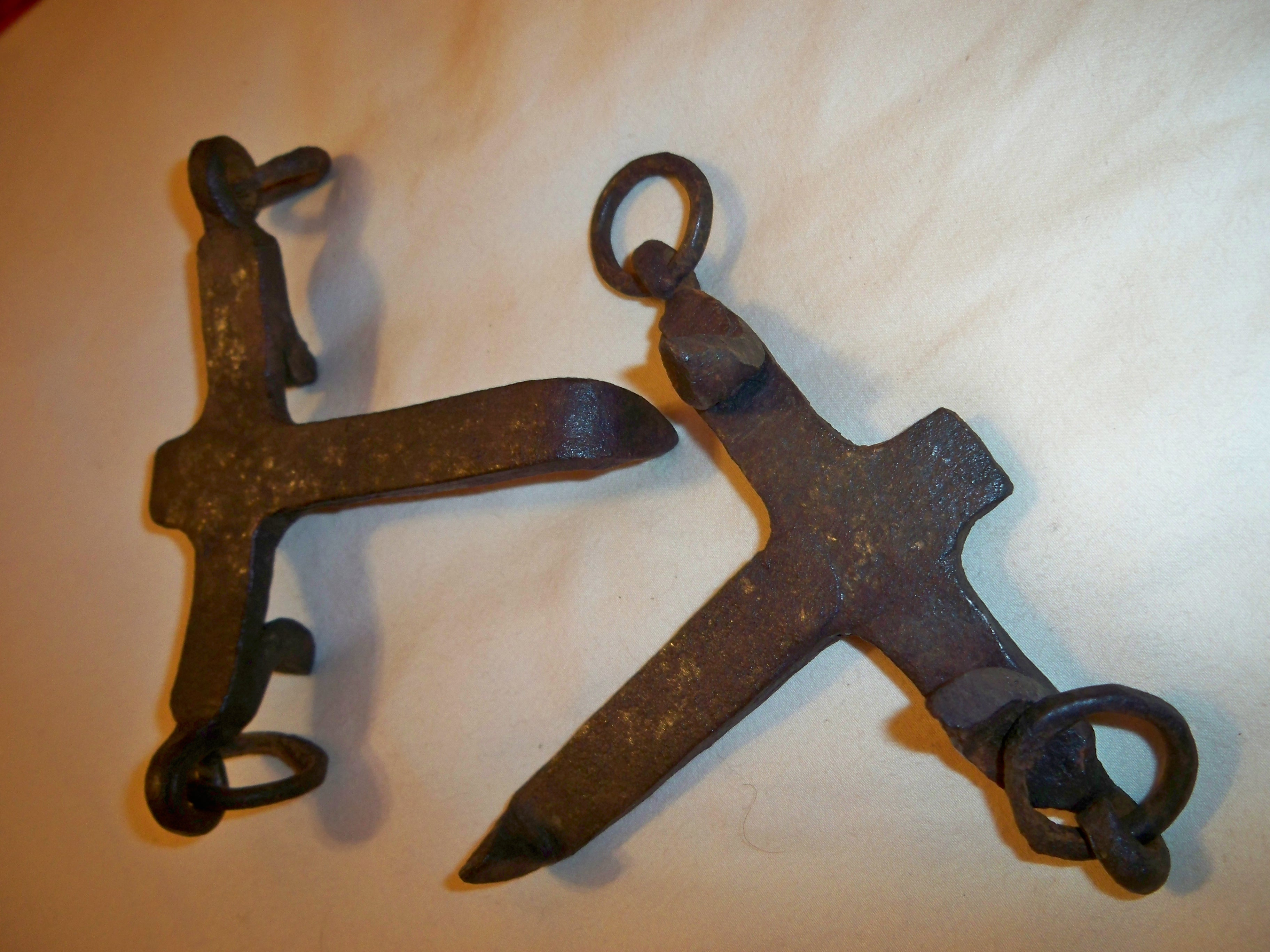
Ashiko, calzature chiodate di ferro
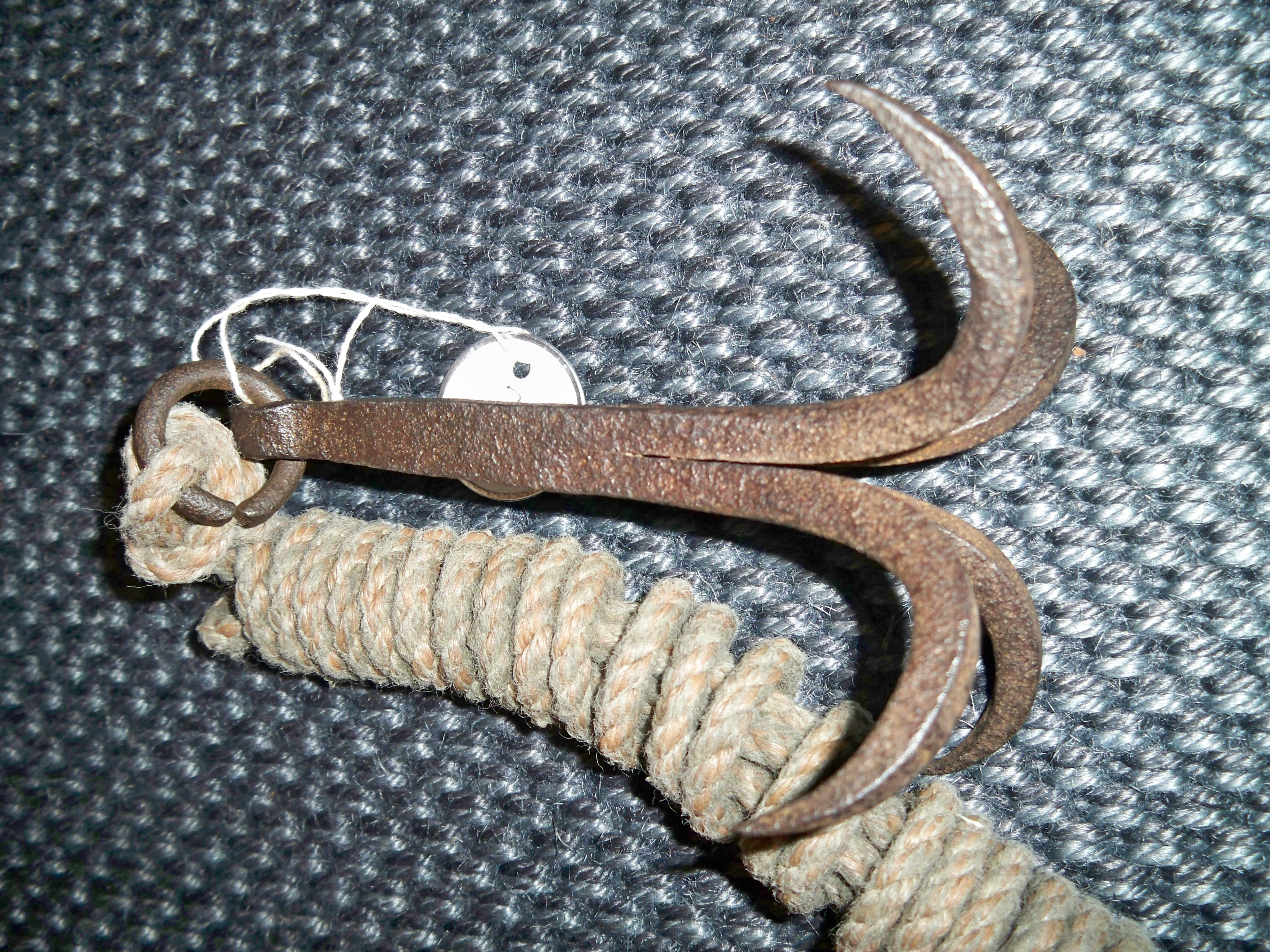
Kaginawa, ganci di ferro per arrampicata
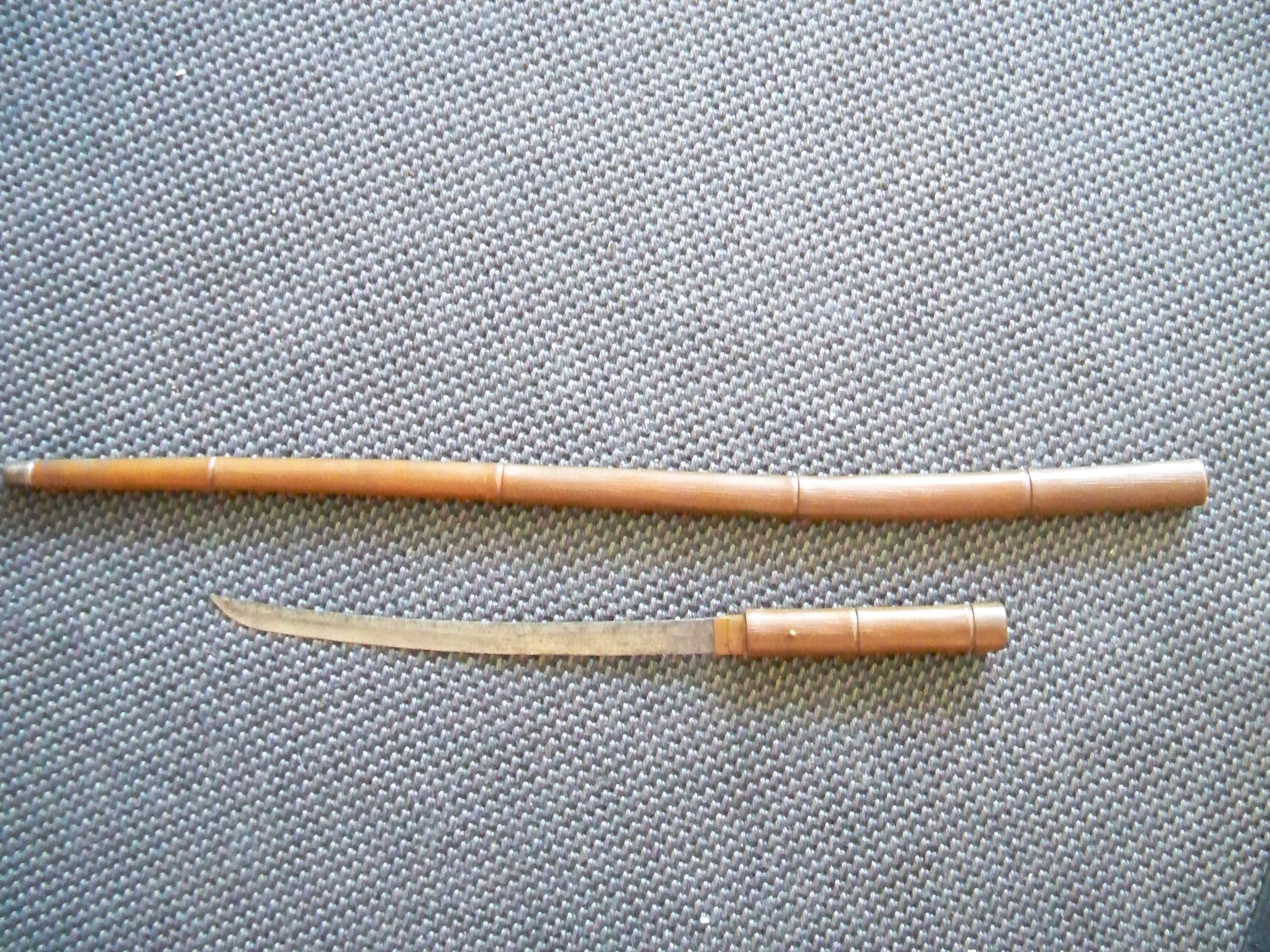
Shikomizue, una spada di canna
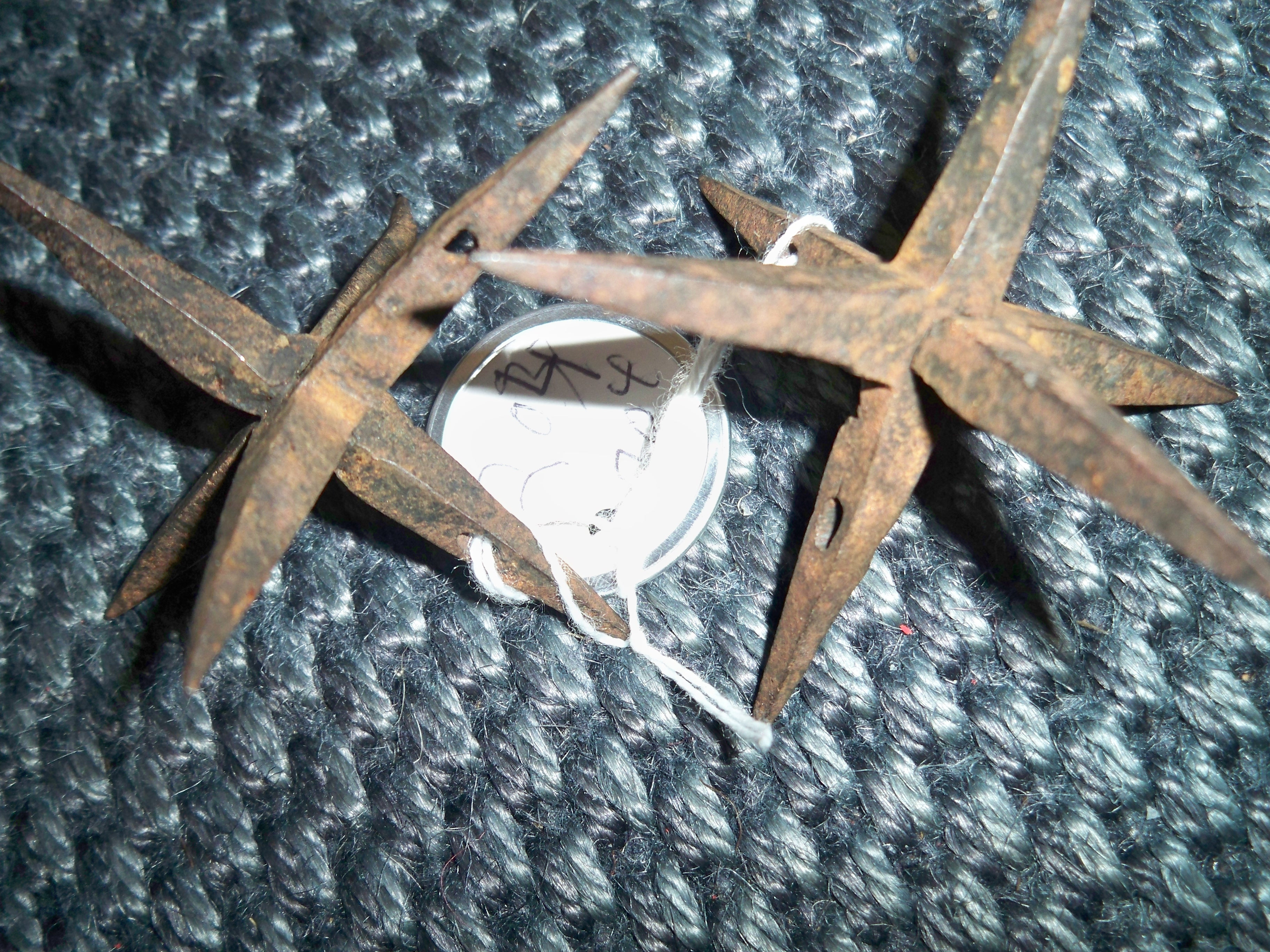
Makibishi, triboli di ferro
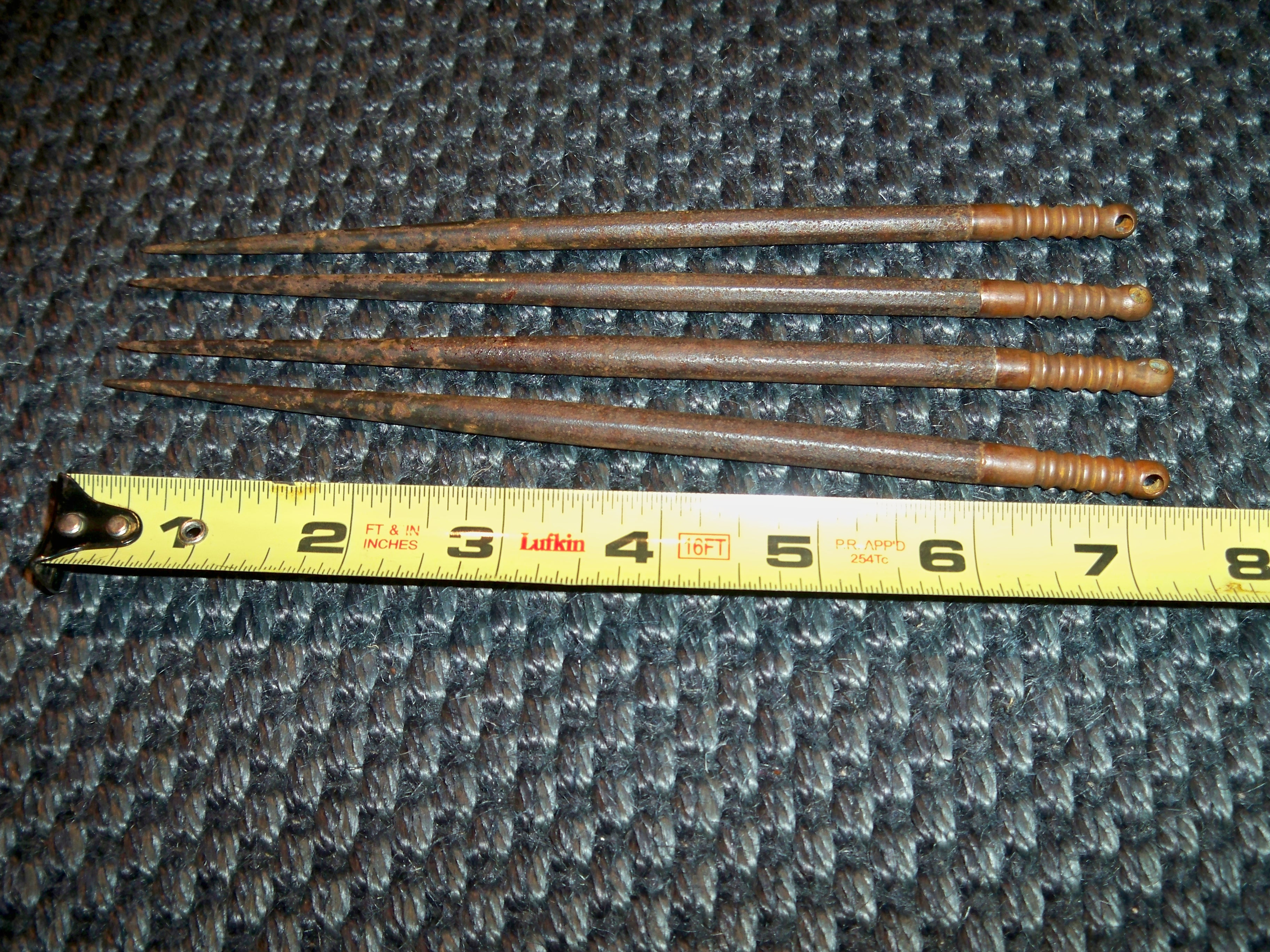
Bo-shuriken, freccette
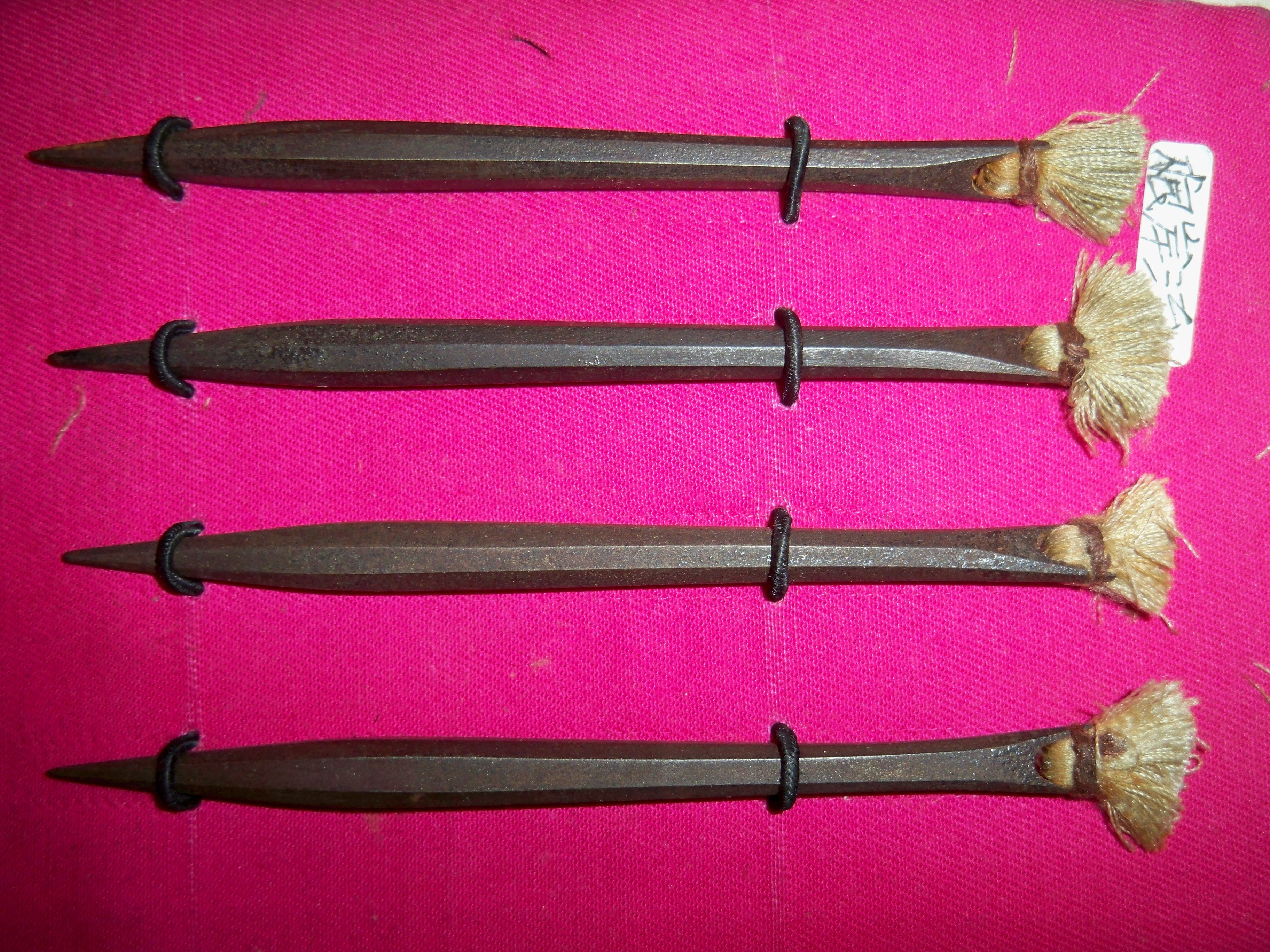
Bo-shuriken, voli di lino
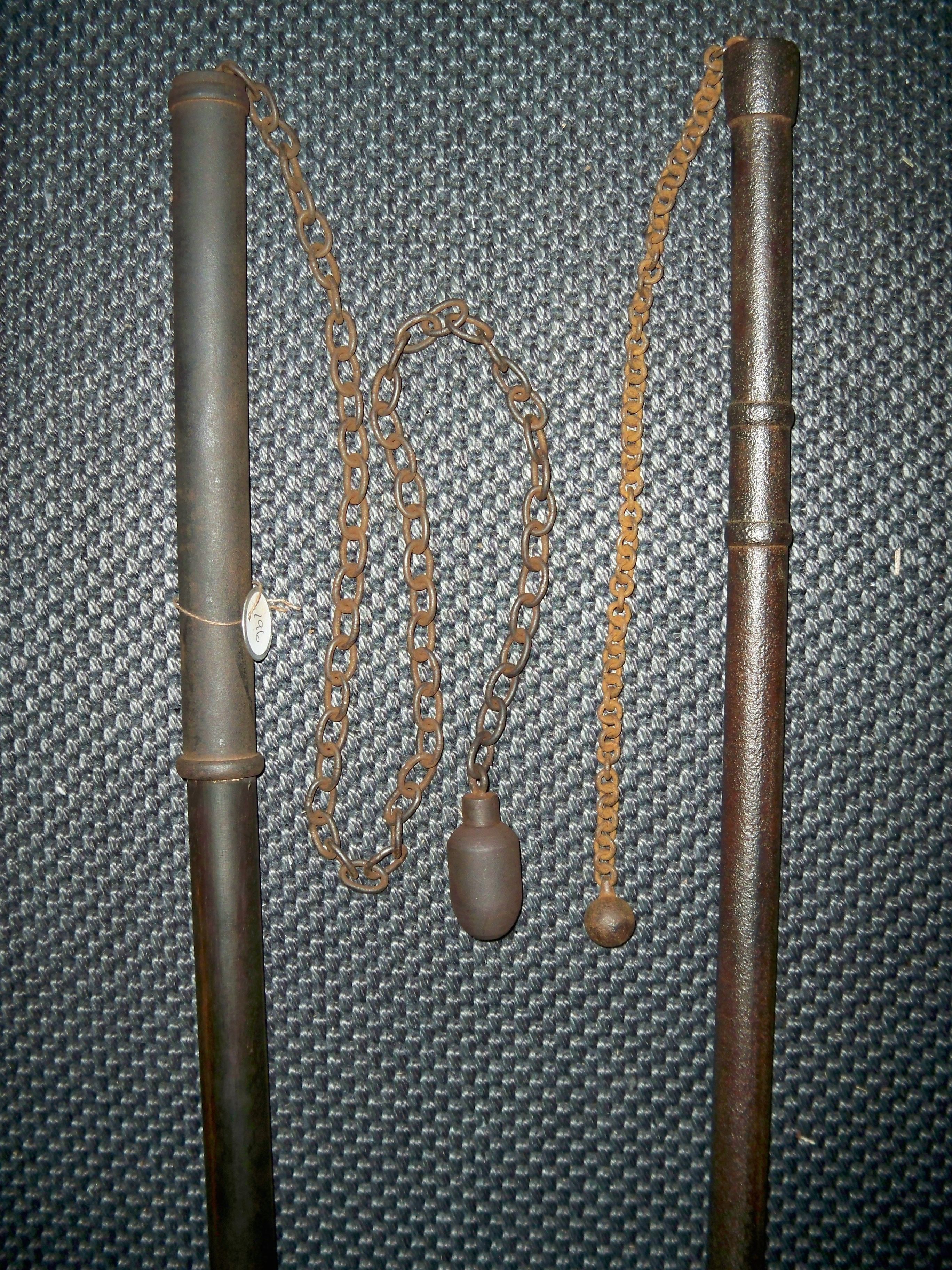
Chigriki, catena e armi di peso
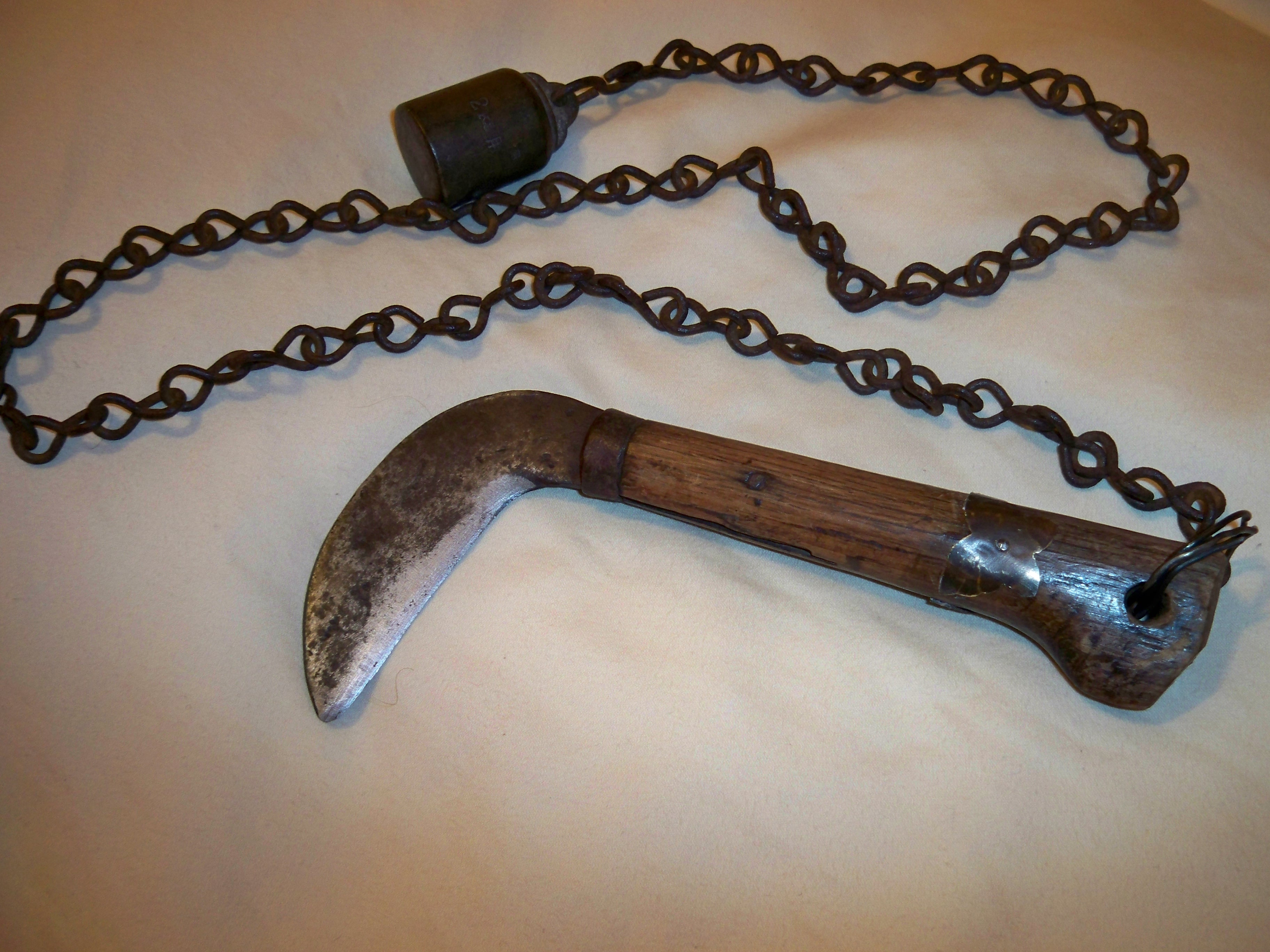
Kusarigama, una catena a falce
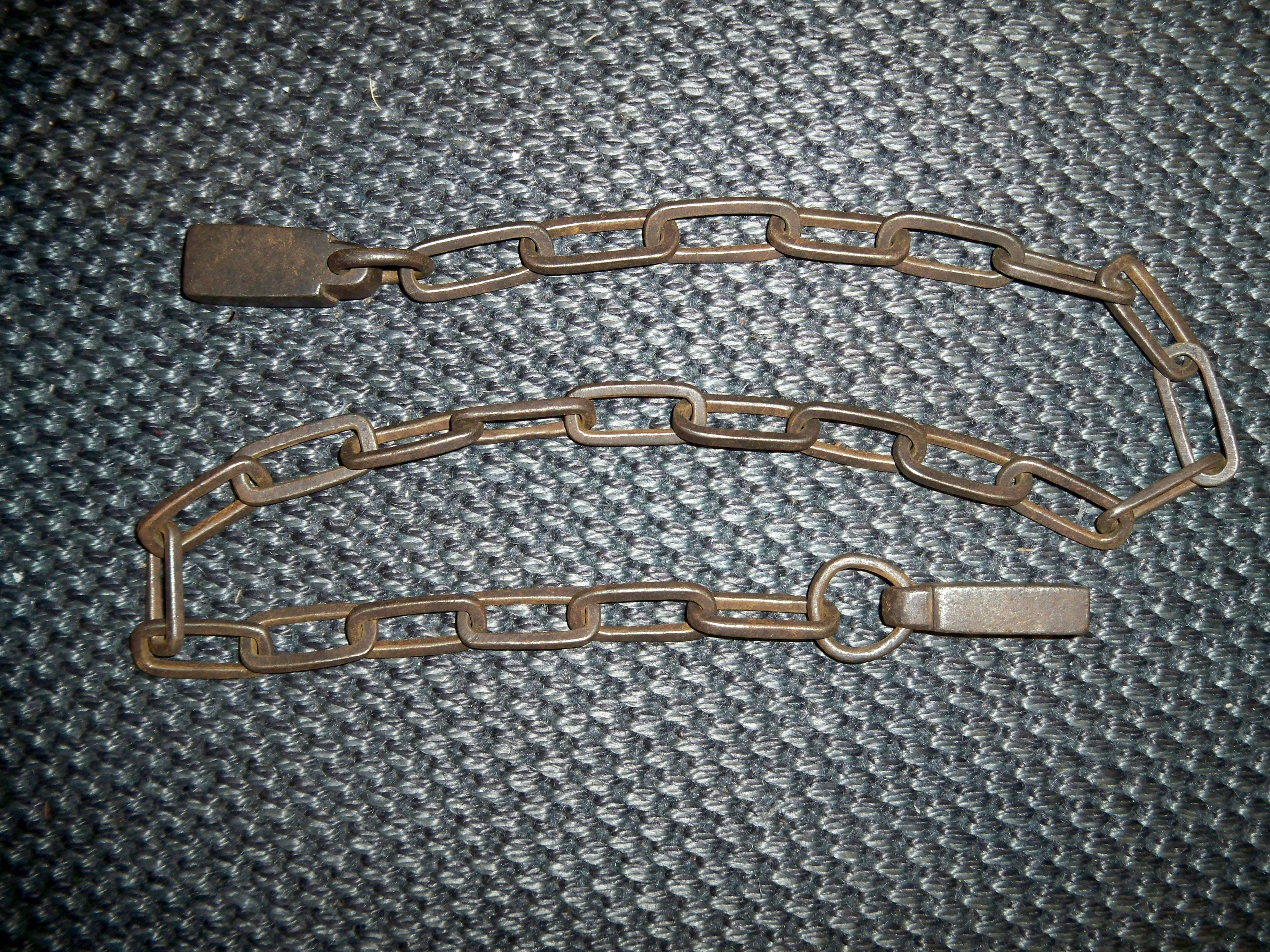
Manriki, un'arma a catena
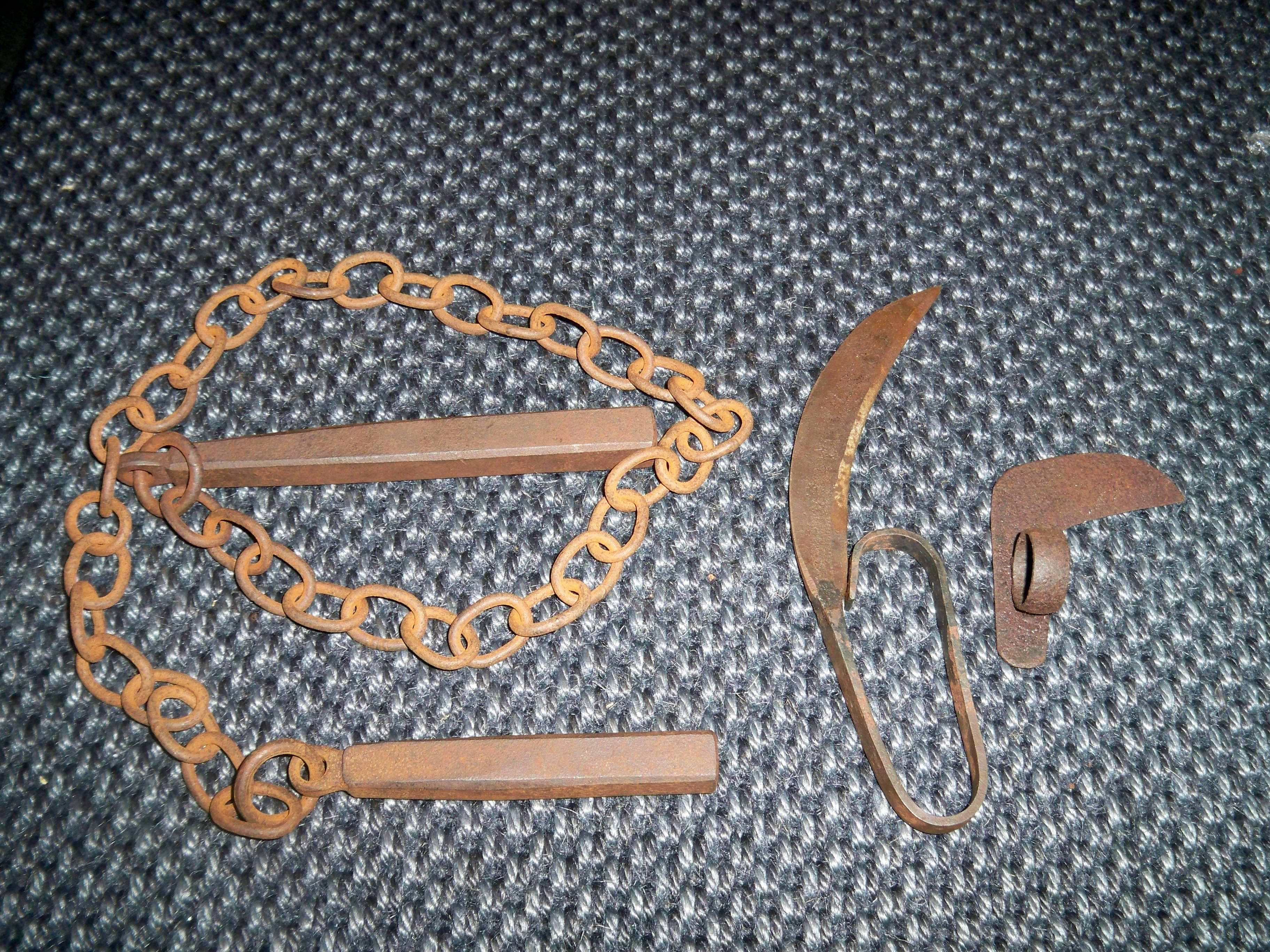
Varie armi occultabili
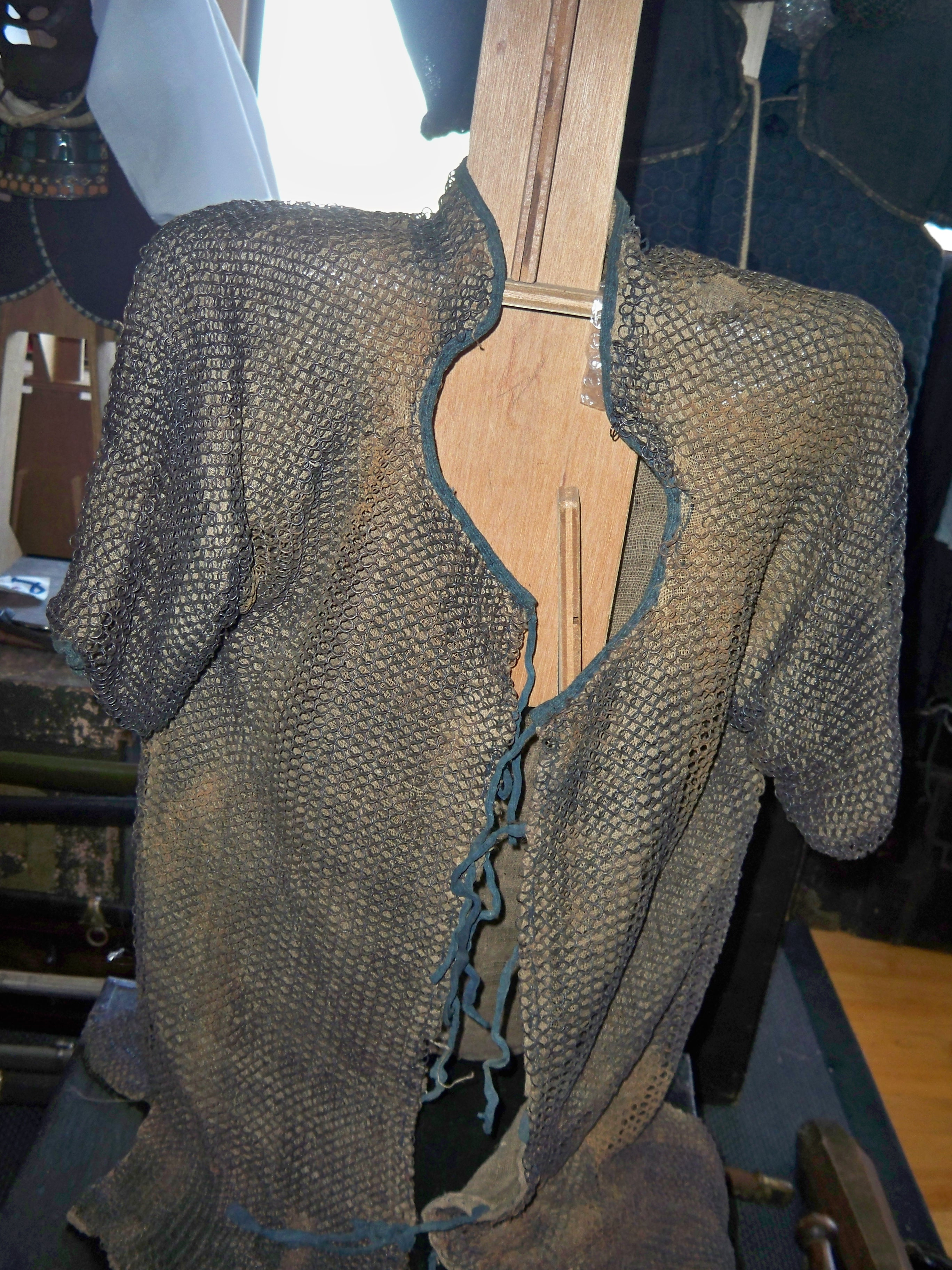
Camicia di cotta di maglia (kusari Katabina)